# ガンヘッド
『ガンヘッド』 (GUNHED) は、1989年7月22日に公開された日本の特撮映画。配給は東宝。カラー、ビスタビジョン、ドルビーステレオ。監督は原田眞人、主演は髙嶋政宏。

## 概要
本作品は、『機動戦士ガンダム』などアニメによる巨大ロボットものを得意としたサンライズと、実写特撮ものにかけては長い歴史と経験を持つ東宝映画がタッグを組み、実写で巨大ロボットの活躍を描くという、公開当時は他に類を見なかった「巨大ロボットによる屋内劇」が展開するSF特撮映画作品である。また、出資者によるメディアミックス展開が図られた。
公開当時は「史上初の実写巨大ロボットムービー」を宣伝文句にしており、ポスターのタイトルロゴには「誰も見たことがない戦場」が添えられていた。
キャストとして日本人俳優だけでなく外国人俳優も多数出演しており、劇中では登場人物がそれぞれキャストの自国語である日本語と英語のみを使って翻訳を介さず意思疎通を行い、英語の台詞には字幕スーパーが添えられるなど、独特の演出が盛り込まれている。

## タイトル
『ガンヘッド』の綴りは「GUNHED」であり、「GUN unit of Heavy Eliminate Device」の略称という設定になっている。また、「ガンヘッド」という名称はメカニカル・デザインを担当した河森正治がデザイン画に書き込んでいた仮称が、そのまま採用されたものである。ただし、綴りは「GUN-HEAD」であり、そのままだと直訳で「銃頭」と受け取られてしまうため、海外展開を考慮して「GUNHED」が用いられるようになった。こういった経緯から、映画公開以前は「GUNHEAD」、映画公開以降は「GUNHED」となっている。
河森は「GUN-HEAD」を名称未定メカの仮称としてたびたび使用しており、OVA『破邪大星ダンガイオー』の主役ロボットであるダンガイオーのデザイン画にも「GUN-HEAD」と書き込んでいた。
なお、2023年11月8日（現地時間）にはカナダのゲーム会社Alientrapがローグライク戦略FPS『GUNHEAD』（読みは本作品と同じく「ガンヘッド」）をWindows/PS5向けに発売しているが、本作品とは無関係である。

## ストーリー
2025年、無人島「アイランド8JO」にて全自動のロボット工場を司る巨大コンピュータ「カイロン5」が人類に宣戦を布告した。1年間以上も続いた「ロボット戦争」の末期に人類は自動戦闘ロボット「ガンヘッド」507号機の率いる部隊を送り込むが、守護ロボット「エアロボット」に全滅させられ、8JOは封鎖された。
2039年、カイロン5のCPUを盗むべく8JOに侵入したトレジャーハンター「Bバンガー」の面々は、世界連邦政府の研究所から超電導物質「テキスメキシウム」を奪って逃亡していた生体ロボット「バイオドロイド」に、カイロンタワー内にて襲撃される。Bバンガーの面々は次々と殺害され、メカニックに強い青年のブルックリンのみが生き残る。ブルックリンはバイオドロイドを追跡していた女性レンジャーのニムと行動を共にし、タワー内にて生き残っていた子供のセヴンとイレヴンに助けられる。
やがて、カイロン5の陰謀を知ったブルックリンは、タワー内のロボット墓場に廃棄されていたガンヘッド507号機を有人型に修復・改造し反撃に出る。一方、ブルックリンと別れカイロン5の中枢へ向かったニムとイレヴンは、Bバンガーのべべと融合したバイオロイドにテキスメキシウムを奪われてしまう。テキスメキシウムを手に入れたカイロン5ではカウントダウンが始まり、ゼロに到達すると巨大な原子炉と化そうとしていた。バイオロイドやカイロン5の兵器の追跡を掻い潜ったブルックリンであったが、ガンヘッドの損傷は激しく、食料倉庫で手に入れたウイスキーで燃料補給を行わなければならなかった。そのころ、イレヴンは口の中が光り出し、単独でカイロン5の中枢へ向かう。イレヴンこそがカイロン5を起動させるためのキーワードであった。ブルックリンはエアロボットに戦いを挑み、苦戦の末にこれを破壊する。イレヴンを救い出したニムもバイオロイドに襲われるが、べべの意識が反抗し消滅する。
カイロン5の自爆プログラムによってタワーの崩壊が迫る中、ガンヘッド507号機はブルックリンたち4人を脱出させる。ブルックリンの乗機でタワーを後にした4人の眼下にて8JOは大爆発に包まれ、ブルックリンはそれに際してガンヘッド507号機から送られてきた「任務完了」のメッセージを受け取るのだった。

## 登場人物
ブルックリン
Bバンガーで最年少メンバーの日本人。メカに強く、Bバンガーではメカニックとして活躍していた。あだ名は「ブルックリン・ドジャース」のロゴ入りシャツを愛用していることに由来する。
日本・大阪に生まれたが、大阪が連邦政府の居住ゾーン指定から外れ、廃棄された都市「ドーム・プリズン」となったため、両親と共にビバリーヒルズに移住し、そこでハイスクールを卒業する。連邦政府とその政策に反対する勢力の抗争で両親を失った後、連邦政府軍海兵隊に入隊して特殊パイロットコースを進んで有人型ガンヘッドのパイロットとなるが、北海道攻防戦の際に行動不能となった自機のコックピットに10日間閉じ込められたことから、コックピット恐怖症（=一種の閉所恐怖症）を発症して不名誉除隊となる。その後、バンチョーに拾われてBバンガーに入った。手持ち無沙汰になったり切羽詰まったりすると銃を弄ぶ癖があり、バンチョーに「ツキが落ちるからやめろ」とたしなめられている。
身体は筋骨隆々であり、銃器の扱いにも長けている。基本的に陽気でタフな性格だが、追い込まれるとやや意固地になるところがある。
好物は生のニンジン。スティック状にカットしたニンジンを、バンチョーが愛飲している葉巻ブランドのシガレットケースに入れて持ち歩いている。
嫌煙家ではあるものの、そばで他人に喫煙されることについては特に気にしない様子。実際、バンチョーのタバコに火をつけることも多かったようで、ライターを持ち歩いていた。
休眠状態にあったガンヘッド507号機を有人型に改修し、カイロン5に立ち向かう。
漫画版では17歳くらいの少年。母を亡くした後の幼少時、父と共に乗っていた海底探査艇が事故に遭って座礁したうえ、救援艇が到着するまでの残存酸素が2人分に足りていなかったことから、父はブルックリンを生存させようと、彼の就寝中に遺書を残して拳銃で自殺する。その後、救助されたブルックリンはバンチョーに引き取られた。また、左利きと設定されており、前述の癖の際にも左手で銃を弄んでいる。
小説版では幼少時に父を殺害したレンジャースの男性を射殺したことから、銃器恐怖症のトラウマを抱えているうえ、カイロン島へ侵入するまでそこが父の勤務先であることや、自分の生誕地であることを忘れていたという設定になっている。
愛銃はカスタムバレルをつけたS&W M586、漫画版では父の形見でもあるS&W M645。
- 演じる髙嶋政宏は、ハリウッドスタイルの第一人者でもある監督の原田眞人からの指示で筋肉を鍛えて役に一体化したほか、撮影中には参考のために3回くらい見た『ダイ・ハード』だけでなく、彼からの指示で『駅馬車』、『サハラ戦車隊』、『ブレードランナー』、『エイリアン』、『エイリアン2』も見たという。本番前には腕立て伏せをしてから本番に臨んでおり、セヴン役の原田遊人を背に乗せて行うこともあった。また、台詞については「日本語を英語みたいに喋ってくれ」「『アルタード・ステーツ/未知への挑戦』のウィリアム・ハートの感じなんだ」と言われたほか、コックピット内については特に厳しく指示されており、出撃する際の台詞「パーティーやろうか、ガンヘッド」も台本で強い感じの「パーティーやろうぜ、ガンヘッド」だったものが柔らかく自然な感じに直された結果である。ガンヘッド507号機の頭部20mmチェーンガンを自分で構えて撃つ際の「ジェローニモ！」についても、「ニュアンスが違う」と言われ、何度もやり直したという。原田は、髙嶋の演技について芝居のナチュラルさと仲間とのカジュアルトークを重視したことを述べている。
- ブルックリンの髪型は、当時NFLのシアトル・シーホークスに所属していたブライアン・ボズワースの髪型を参考にしている。
- ニンジンを食べる描写は、タバコの代替表現としてブルックリンの軟弱さを象徴している。当初はキュウリの予定だったが、髙嶋が苦手としていたため、変更された。
- ガンヘッドのコックピット内の操縦シーンはブルックリンのアップが多いが、これは撮影中に髙嶋が操縦桿を壊してしまったためである（壊してしまうシーンがそのまま収録されている）。修復が試みられたものの完全なものは困難だったために操縦シーンは大幅にカットされ、その後は高嶋をアップで映しながらコックピット内の撮影が続行された。

ニム
テキサス・エア・レンジャーズ (TAR) 所属の女レンジャー。階級は軍曹だが、実質的には伍長。
連邦政府の首都ダラスにある研究所からテキスメキシウムを奪ったバイオドロイドを追い、8JOへやってきた。その際、搭乗していたヘリコプターを撃墜され、相棒のメイを失っている。
上流階級の出で、Bバンガーのようなアウトローを侮蔑的な意味で「バンディッツ」（無法者）呼ばわりするなど、やや頭の固いところがあるが、ラストシーンでは「我らバンディッツが勝った」とつぶやくなど、砕けた様子も見せている。行動力に富み、目の前の困難は自力で打破する力強さを持つ。また、コックピット恐怖症を理由にガンヘッド507号機への搭乗を拒絶するブルックリンを「アマエンジャナイヨ！（甘えんじゃないよ！）」と叱咤激励するなど、優しい一面も見せる。愛煙者であり、バンチョーと同じ銘柄の細巻きタイプの葉巻（シガリロ）を好む。
愛銃はステアーAUGとダットサイトつきのH&K VP70。前者は、登場時からはしごから転落して気絶するまで携行している。後者は、オリジナルにダットサイトが取り付けられないので、劇中のタイプは金属板を加工したマウントをビス止めなどで取り付けている。
漫画版では伍長にしてまだ20代前半であるがTARで一二を争う腕利きでもあるほか、ハイパー・ニュークリア施設にて同僚を殺害したバイオドロイドを追って8JOへやってきたとの設定が明記されている。
小説版ではステーションの端末を次々に破壊していたTARの一員であり、自分だけが生き残った果てに最後の希望であるガンヘッドを求めてカイロン島へ侵入したという設定になっている。
- 髙嶋によれば、担当俳優のブレンダ・バーキは役に入り込んでおり、ハリウッドのメソッドアクターという感じだったという。
- 原田はニムのイメージソースとしてハリウッド女優のローレン・バコールを挙げており、ニムの「Anybody got a match?」というセリフもバコールが出演した映画『脱出』（1944年）から引用している。
- 準備稿第2稿では、ニムの上司であるメイ軍曹が登場しており、ニムとともにBバンガーに同行するがボンベイと同時にバイオドロイドに殺害されるという展開となっていた。
- ニムの衣裳はラバースーツになっており、バーキは用をたすためには一度全部脱がねばならず苦労した旨を述懐している。
- 漫画版や小説版ではブルックリンの容姿や性格が映画版よりやや若く変更されたことに合わせてニムのそれらも同様に変更され、執筆当時の菊池通隆による典型的な美女として描かれている。また、漫画版のニムは愛煙者である様子が見受けられないほか、チューブトップを着てアーミーナイフと弾帯を携えた姿が『月刊ニュータイプ』1989年7月号の表紙を飾った後、漫画版の単行本に内表紙として収録されている。

セヴン
無人のはずだった8JOの生存者で、天真爛漫な11歳の少年。ロボット戦争の勃発後に誕生した。かつて8JOに滞在していた人間はカイロン5の保守整備を担当するサイボテック・コーポレーションのスタッフとその家族であり、ロボット戦争の勃発前後に全員が処刑されていたが、セヴンとイレヴンだけはカイロン5の思惑によって生かされていた。幼少時にカイロン5の防衛システムに引っかかって負傷した左足がやや不自由となっており、顔にも傷が残っている。
愛銃はM3サブマシンガン、通称グリースガン。
漫画版ではセブンと表記されている。
- セヴンとイレヴンの名前は、コンビニ「セブン-イレブン」に由来する。劇中でも同社の看板を登場させる予定であったが、撮影協力が得られず、名前の由来として時計を見せる描写に改められた。
- 髙嶋によれば、担当俳優の原田遊人と交わす台詞は、髙嶋が原田家をプライベートで訪れた際の読み合わせを経て、親子のような和やかな感じで台本から変わっていったという。
- 髪型や顔の傷は、漫画『ドラゴンボール』に登場するヤムチャをイメージしている。衣裳には、衣服に取り付けて音を鳴らすタカラの玩具「ボディラップ」を用いているが、現場では音が出ないため原田の声をサンプリングして用いている。グリースガンのプロップは、映画『セーラー服と機関銃』（1981年）で使用されたものを流用している。
- セヴンらが用いるペリスコープは、石森達也がデザインを手掛けた。当初は鳥山明の自画像を思わせる形状であったが、世界観に合わせ無骨なデザインに改められた。

イレヴン
セヴンと同じく生存していた17歳の少女。8JOにて最初に誕生した人間でもある。やや引っ込み思案な性格であり、言葉を失っているが、その理由はバイオドロイドに狙われることと関係がある。また、イレヴンだけはカイロン5の防衛システムに探知されない。
愛銃はVz 61 スコーピオン。お守り代わりに持っているだけという設定なので発砲シーンもないが、プレスシートなどのキャラクター紹介写真ではしっかり所持している。
漫画版ではイレブンと表記されている。
- イレヴンの設定は、映画『アルファヴィル』（1965年）の影響を受けている。脚本第3稿では、13年前に人質にされた技術団リーダーの娘であるという設定が記されていた。
- 担当俳優の水島かおりは、本作品のために腰まであったロングヘアーを切ってショートカットにしている。水島は、すぐに髪が伸びてしまうため撮影の合間に美容院に通わねばならず、髪型の維持に苦労したと語っている。
- 水島は、演技にあたって原田から映画『人類創世』（1981年）を参考にするよう指示されていたほか、言葉を発さずボディランゲージが重要になる役柄のため、手話学校に1ヶ月通い喜怒哀楽の表現を研究した。
- 口の中が光るシーンでは、サランラップに包んだ豆電球を口に入れて撮影している。

バンチョー
Bバンガーのリーダー。伸ばした白い顎鬚と飛行帽がトレードマークの、根っからの自由人。バンチョーが愛飲する葉巻に火をつけるのは、ブルックリンの役割だった。
年齢、出身地ともに不明。元々Bバンガーは軍用機を改装した愛機メリーアンで世界中を巡るサーキットレーサーの集団だったが、チームの面々が政府の方針に従って火星へ移住する中、リーダーのバンチョーだけは地球に残り、それ以後はトレジャーハンターとしてのBバンガーを結成して各地を駆け巡っていた。軍を除隊した後にあても無くさまよっていたブルックリンを拾ったうえ、コックピット恐怖症を強引にではあるが治そうとするなど、彼のことを息子のように可愛がっている。一方、漫画版では前述の経緯を経てブルックリンを引き取っていることから、彼の養父に近い立場でもある。
愛銃はピストルグリップ・折りたたみ銃床タイプのレミントンM31RSライアットショットガン。バックアップとしてコルトM1911ガバメントも携行している。
8JOへ潜入した後、移動中のエレベーターでバイオドロイドの強襲に遭って死亡する。その場に残った飛行帽（軍帽）はブルックリンに受け継がれ、漫画版ではさらに物語終盤でガンヘッド507号機との別れに際して再会を約束するブルックリンからコックピットへ託されることとなった。
「銃で遊ぶと、ツキ（運）が落ちる」というポリシーを持っており、それに反するブルックリンを叱る。そのポリシーもまたブルックリンへ受け継がれ、カイロンドームへの進行中にマシンガンを打つ真似をするセヴンにブルックリンが「ツキが落ちるぞ」と語るシーンがある。
小説版ではブルックリンの父とは知り合いという設定になっている。
- 準備稿第2稿では、ブルックリンの父親とは友人であったことからブルックリンを引き取ったという設定であった。
- 髙嶋によれば、担当俳優のミッキー・カーチスは、原田から「ミッキーの芝居は最高」と絶賛されていたという。カーチスは、ぎっくり腰を患ったため事前のリハーサルには参加できないまま本番に臨んでいたという。
- 衣裳のブーツは、カーチスがヨーロッパで入手したラングラーのワークブーツを用いている。帽子は、映画『サハラ戦車隊』（1943年）の主人公が被る帽子のレプリカである。
- 原田は、ブルックリンの属するトレジャーハンター集団の名称を映画『ワイルドバンチ』のタイトルにもなった無法者一味をイメージして「Bバンチ」 (B-Bunch) にしようと考えていたが、諸事情からその名称は使われなかった。結果的には、カーチスが歌手活動中にリーダーとして率いたバンド「バンガーズ」にちなみ、「Bバンガー」 (B-Banger) となっている。冒頭の「ロックンロール」というセリフは、本来「銃に弾を込める」という意味の「ロック・アンド・ロード」という軍隊用語であったが、カーチスが自身のキャラクターに合わせることを原田に提案し変更された。

ベベ
Bバンガーのサブリーダー。20代の日本人と思われる、元傭兵の女傑。連邦政府機甲隊少尉というエリートだった当時に無能な上官を殴って伍長へ降格された後、軍を除隊して傭兵となった。この時代、おおよその外傷は痕を残さずに治療することが可能だが、戦闘時に負傷した右目を治さず、顔の半分を覆う視力補強メカを装着している。メンバーの中では比較的ブルックリンに優しい方であり、よく面倒を見ていた。
愛銃は弾倉をダブルマガジンに改造したワルサーMPLを2丁所持しており、1丁は背中に背負っている。バックアップとしてブロウニング・ハイパワー・セントルイスモデルも携行している。
ブルックリンやニムと共にカイロンドームまでたどり着いてテキスメキシウムを一旦は奪った直後、カイロン5によって冷却水のプールへ叩き落とされてしまう。まもなく、破損して戻ってきたバイオドロイドに取り込まれてしまうが、その体内にてかろうじて自我を保ち続けてバイオドロイドに抵抗し、最終的にはブルックリンたちを危機から救うべく自爆する。
漫画版ではバイオドロイドに取り込まれた際に視力補強メカがその頭部に露出しており、これが元でブルックリンがベベと気づくこととなる。物語終盤には8JOから脱出する途中のブルックリンの前に現れ、破損個所からベベとしての顔も露出して自我を取り戻していたが、バイオドロイドがガンヘッド507号機とエアロボットの戦闘に巻き込まれて押し潰されていたこともあってベベの生体部分もすでに満身創痍となっており、共に脱出を促すブルックリンに別れを告げて力尽きる。
- 担当俳優の円城寺あやは、当時エクステなどはなかったため、地毛を脱色して髪色を表現している。衣裳のブーツは、ガッチリ固定されているため脱げてしまうことはなかったものの、中が大きく歩きづらかったという。
- 漫画版や小説版ではやや筋肉質な体格となっているが、容貌についてはニムと同様に執筆当時の菊池による典型的な美女として描かれている。
- 頭部メカのデザインは、本編美術助手の石森達也が手掛けた。漫画版のみ視力補強メカを左目に装着しているが、これは漫画版の設定を菊池が作成した時点で映画版の衣装合わせが行われていなかったことから生じた混乱であるという。

ボンベイ
ブルックリンが参加するまではBバンガーの最年少だった、東洋系の青年。普段は兄貴風を吹かせてブルックリンに突っかかり、虚勢を張って英語で話すが、動揺した際や思わず本音を吐露する際には日本語が混じる小心者である。連邦政府海兵隊を不名誉除隊となった元兵士でもあり、ベレー帽と丸眼鏡がトレードマーク。ロレックスを収集しており、愛用のコートの中にずらりとぶら下げている。
愛銃はM203 グレネードランチャー付きM16で、チューリップ型フラッシュハイダーにA2タイプのハンドガードを装着という、撮影当時の日本映画にはよく登場していたプロップ銃である。
カイロンドームへの侵攻中にバイオドロイドと交戦し、死亡する。
漫画版では三白眼の青年で鷲鼻となっており、バイオドロイドと交戦した際には水中へ引きずり込まれて行方不明になる。その惨状に直面したブルックリンは救助を提案するが、ニムとベベに却下される。
小説版ではブーメランなど弱い立場の女性には乱暴に接する狂暴な性格を、丸眼鏡で隠している。ブルックリンやニムとの同行中、ニムとは対立を繰り返した果てに絞殺を目論んだところをニムにナイフで刺殺される。
- 死亡する際の声は、担当俳優の川平慈英が原田の許可をとってアフレコで加えた。

バラバ
バンチョーがトレジャーハンターとして活動を始めてまもない当時、ドーム・プリズンとなっていたマンハッタン島にメリーアンで不時着したところを助けた縁から、トレジャーハンター・チームとしてのBバンガー最初のメンバーとなった黒人の巨漢。正規の軍歴はないが、あらゆる武器を使いこなす。自作の多目的ランチャーを所持してカイロンタワーへの着陸後は真っ先に降り立ち、周辺警戒に当たった際にはショートバレルモデルのM60E3を使用する。その後は自作マシンガンに持ち替え、弾帯と共に背中に背負っていた。
バンチョーが殺害された直後、エレベーターの外からバイオドロイドに鉄の棒で串刺しにされたうえ、そのまま高熱を流し込まれて焼殺される。
漫画版では色黒の青年で髪型は角刈りとなっており、バイオドロイドに殺害される際には串刺しにされて高圧電流を流し込まれる。ブルックリンたちに逃げるよう吐血しながら言い残し、串刺しのままエレベーターの扉が閉まっていく最期は、彼らを驚愕させる。
小説版では強化繊維を縫い込んだ服を押し上げるほどの筋骨隆々であり、後ろ姿のみが挿絵で描かれている。
- 髙嶋によれば、映画版の担当俳優のジェームズ・B・トンプソンは多才なパフォーマーとして可愛らしく良い人であり、ハリウッド俳優という感じはあまりしなかったほか、一緒にトレーニングジムへ行ったりしたという。

ボクサー
元傭兵であり、ベベとは幾多の戦場でパートナーとして一緒に戦ってきた縁から、Bバンガーに参加している。外見の特徴としては、サングラスとオールバックにした髪が挙げられる。クールかつ好戦的な性格であることから、コックピット恐怖症のブルックリンには良い感情を持っていないが、「No Smoking」と書かれたバッジを胸につけるほどの嫌煙家でもあり、その部分は唯一の共通点でもある。
愛銃はL字型にセットした弾倉にサプレッサー装備のイングラムM10（通称マック10）。バックアップとしてS&W M29（銃身6.5インチモデル）も携行している。
カイロンタワーへ着陸したメリーアンとブーメランの警護に残っていたところをバイオドロイドに襲撃され、最初の犠牲者となる。
漫画版ではメリーアン内に明色の短髪の後ろ姿が、8JOへ到着して同機とブーメランの警護に残った後も後述の死体がそれぞれ描かれるのみで、詳細な設定は不明。バイオドロイドによる半ば肉塊の惨殺死体が、ブーメランを絶句させることとなる。
小説版では臆病な性格であり、カイロンタワーの異様な気配に怯えてメリーアンでの留守番を志願している。
- Bバンガーのメンバーではボクサーのみ準備稿第2稿まで登場しておらず、第3稿から追加された。
- 担当俳優の斎藤洋介は、撮影に先駆けて出演者一同で銃火器の扱いの訓練を数日受けており、東宝撮影所に通って実物と同じ重さの小道具を着けたりしていたが、撮影が始まると銃を撃たない間に死んでしまったことから、その報われなさを後年に明かしている。

ブーメラン
元連邦政府のコンピュータ技師。職にあぶれてドーム・プリズンに入れられていたがそこを脱出し、Bバンガーに助けられてそのままメンバーとなった。東洋系で、黒いロングヘアと褐色の肌の持ち主。
愛銃はS&W M60チーフ・スペシャル。
8JOへ到着した後、カイロンタワーへ潜入するバンチョーたちのバックアップを担当するためにメリーアンのもとに残るが、バイオドロイドに襲撃されて死亡する。
漫画版では人種は不明だが、明色のセミロングヘアに色白の肌の持ち主。バンチョーたちのバックアップを開始するが、まもなくボクサーの惨殺死体を目撃して絶句した直後、背後に現れたバイオドロイドに殺害されたことが示唆されている。
小説版でも映画版や漫画版と同様の末路を辿るが、容姿は菊池が映画版担当俳優のドール・ヌィーンの容姿を気に入ったため、映画版と漫画版を足したようなもの（黒いロングヘアと色白の肌の持ち主）へ変更されている。足が不自由な身体でメリーアンのパイロットを務めている一方、勤務外の時間にはBバンガーのセックスシンボルとしてボンベイやボクサーの性欲の捌け口も務めている。

## 登場メカ

### ガンヘッド
ガンヘッド507号機
ガンヘッド（制式名：MBR-5RA2C）は、世界連邦政府軍がロボット戦争に投入した局地戦用可変装甲戦闘車両。変形機能を有しており、機体左右の腕部マニピュレーターを用いる格闘戦・汎用性に優れたスタンディングモード（直立形態、立ち型、G2モードとも呼称）と、各種火器を用いる射撃戦・防御力に長けたタンクモード（戦車形態、戦車型、G1モードとも呼称）を主に用いるほか、機体下部を前後四方に展開しての縦移動に優れた坑道モード（G3モードとも呼称）も用いる。動力源はMTU3804型ハイパーリキッド・ジェネレーター。
世界連邦政府のメインコンピューター「タイタン」が『枢軸および監察的立場による長期星間戦争のシナリオ』において「歩行型および走行型を兼ね備えた車体を持つMBT」として提唱したプランで、高い地対空戦能力を有する昇降式プラットホーム、市街地や不整地においても高い走破性と射撃姿勢保持能力を保つ二足歩行四点支持駆動システムを組み合わせたほか、悪化する地球の治安維持における威圧的陸戦兵器としての需要から、ゲルマン・スカンジナビア・ホンシューの連合チームがそれぞれ機関部、メインフレームと統合、車体制御システムを担当することにより、開発された。実戦型の開発段階において、同プランの製造に失敗していたアメリカが新たに合流し、搭載火器の開発を担当した。試作機は兵装交換の自在さと、正規採用への期待を込めた世界連邦の略称をかけて「Utility-Head」と呼ばれていたが、2023年の正式採用に伴って「GUN-HED」と命名された。そしてカイロン5の反乱「ロボット戦争」が勃発した2025年当時、ロボットの生産はバイオドロイドのような有機アンドロイドを含めてそのほとんどがカイロン5に委ねられ、あるいはカイロン5とリンクしたタイタンが関与していたが、唯一の例外がガンヘッドに代表されるUHED系列の戦闘ロボットであった。かくして無人化改修を施された250機のガンヘッドは、ガンヘッド大隊としてアイランド8JOへ投入された。
ユニットナンバー507は、強行偵察などを主任務とするサージェントタイプの無人型ガンヘッドである。その頭脳は時々の状況を分析したうえで一番確率の高い、すなわち一番有利な解答をアウトプットとして採用する推論型コンピュータである。細部まで含めて機体自体は主力戦闘型ガンヘッドと同一であり、武装はもとよりパーツまでが転用可能。
サージェントタイプにはメインとサブの2つのコンピュータが搭載され、メインコンピュータが主な機体制御と判断を、サブコンピュータが状況分析などを行っている。さらに、ユニットナンバー500〜506のみメインコンピュータは常温超伝導素材で作られたが、資材の不足から507〜509はサブコンピュータのみに常温超伝導素材が使用されたと設定されており、500〜506は世界連邦政府のメインコンピュータ「タイタン」とセンサーヘッドを介して常時リンクすることでサブコンピュータの性能を補っていたと設定されている。だが、507〜509はサブコンピュータの性能が高かったため、そうした措置を取らず結果として独立戦闘や判断能力に長けた機体になったと設定されている。
ロボット戦争の際には、標準型ガンヘッド508号機と同509号機の2機、そして若干名のサイボーグ手術を施された攻撃兵を従える小隊長として活動した。この戦闘ではカイロンの電波妨害によって大多数のガンヘッドが本部との交信を絶たれてしまい、何もできないまま撃破されたほか、溶鉱炉などへの誘導を経て破壊されたが、サージェント・ガンヘッドは推論型コンピュータによって独自の判断を行えたため、小隊を指揮して戦闘を継続する。373日におよぶ戦いの中、唯一カイロンドーム目前までたどり着いたのが507号機率いる小隊だったが、カイロン5の投入したエアロボットのビーム兵器は想定外のものだったことから508号機と509号機は破壊され、507号機もメインコンピュータを破壊されたことで自立的な行動が行えなくなり、活動を停止してタワー最下層のロボット墓場へ放逐され、ブルックリンたちと遭遇するまでスクラップに埋もれて永い眠りに就いていた。
エアロボットを破壊してカイロンタワーから脱出するにはガンヘッドが必要だと考えたブルックリンはロボット墓場を探索し、主動力源であるハイパーリキッド・ジェネレーターが稼働状態にあった507号機を発見する。セヴンと共にガンヘッドタイプのスクラップを利用して機体を再生させたうえでコックピットを新造し、無事だったサブコンピュータを利用する形で有人型として作り変えた。こうして復活した507号機はブルックリンの軽口に応じるなどコンピュータらしからぬフランクさを見せ、良きパートナーとして活躍し、時にはたび重なる困難にくじけそうになるブルックリンを叱咤激励したりもする。ブルックリンがついに困難きわまって戦闘継続を断念しかけた時などは、自らは確率を重視するコンピュータであるにもかかわらず「“確率なんてクソ喰らえ”でしょう!?」と諭したうえ、何かにつけては人類が地球で自由を謳歌していた古き良き時代の野球に絡めた物言いをし、特にブルックリン・ドジャースのファンとしてそのスコアをすべて記憶していることを明かす。脚本ではロボット戦争中のカイロン5との決戦において「人間の声援が無ければ戦えないのか」と嘲笑を受けながらも野球のBGMによって奮起し、カセットブック第2巻でも13年前の大敗の理由を話した後、ブルックリンとのチームワークが非常に良かったと、チームワークを重んずる傾向をうかがわせた。
有人型への改装作業中にバイオドロイドの襲撃を受けてハイパーリキッド・ジェネレーターを破壊されてしまうが、アルコール類を代謝できるリアクターを装備していたため、代用燃料として室温調整用の空調機に取り付けられていた燃料タンクを脚部に括り付け、タワー内の各所に残っている同様のタンクを補給しながら作戦を敢行した。やがてカイロンドーム手前でその燃料も尽きかけた時には、2001年産のビンテージウイスキーの樽を発見して補給した後、最後の決戦に挑んだ。ウイスキーを補給した後には「死ぬ時は直立モード（スタンディングモード）で」と酔っているかのような少々饒舌になっていたが、これはインカ帝国の格言「ひざまずいて生きるより、立ったまま死ぬ方がいい」にちなむらしい。また、ガンヘッドたちにとって通常の戦車に不可能な「立つ」ことは誇りであると設定されている。漫画版では大破したガンヘッド大隊の残骸をリアクターに突っ込むことで燃料に変換し、エネルギーカプセルの方が効率が良いためにギリギリまで提案しなかったことを美食家だと揶揄された時には、「雑食家（小市民）です」と返答している。
カイロンドームでの戦いにおいてはかつて敗北したエアロボットに対し、ブルックリンと共に奮闘して撃破すると、カイロン5の自爆寸前には単独でメインコンピュータに突貫してカウントダウンを遅延させ、ブルックリンたちの脱出を助けた。最後は、ブルックリンたちが搭乗して飛び立ったメリーアンに "THE GUNHED BATTALION HAS COMPLETED ITS MISSION" のメッセージを送り、アイランド8JOの大爆発に消える。
なお、設定上ではロボット戦争におけるガンヘッド大隊の活躍と最終的な全滅から、以後も開発と改良が続けられた結果、有人型や高速型のHSR、ビーム兵器への対策および搭載など、多くの派生系ガンヘッドが世界連邦の主力陸戦兵器として活躍している。
武装
メディアによってデザインや武装が異なる。武装は頭部20mmチェーンガン、5.56mmマシンガン、75mm自動キャノン、6連装地対地ミサイル、スポットライフルなど。それらのほか、一部ムックでは火炎放射器や120mm8連装無反動砲を装備していると設定されている。
小説版では、頭部装備が作中最強のレーザー兵器である自由電子レーザーキャノンと設定されている。
漫画版では75ミリキャノン、8連装ミサイル、頭部レールガン、腹部25ミリチェーンガン、スモークディスチャージャーに加え、四肢に相当する箇所や背部にロケットブースターを搭載しており、カイロンタワーのエレベーターで咄嗟に浮遊する際やエアロボットとの肉弾戦に挑む際に用いている。また、後部ウェポンラックの左側には強力な大型ビームキャノンを搭載しているが、エアロボットのアームによる防御には通用せず、本編での肉弾戦の際にはそのエネルギーを本体へ回せとのブルックリンの指示で、ラックごとパージされている。
そのほか、全作品に共通して腕部マニピュレーターを用いた「パンチ」も、肉弾戦の際には十分な威力を発揮する。
デザイン
『超時空要塞マクロス』などアニメのメカニックデザインで知られる河森正治が担当した。デザインはコンペ形式で、現存するデザイン画は河森によるものがほとんどだが、河森と同じスタジオぬえに所属していた宮武一貴によるものと執筆者・執筆時期不明のデザイン画も確認されている。河森は、他者の案は普通の人型ロボットが多く、兵器のディテールを持たせていても運用思想まで考えているものは少なかったと証言している。
デザイン画に記された「GUN-HEAD」の名の通り、頭部を銃器に置き換えたデザインが特徴である。河森は、ロボットに顔をつけるよう要望されていたが、漫画チックになってしまうため頭部に機能を持たせることを考え、「立ち上がる戦車」という発想に至ったと述べている。初期案では頭部を人が操作する銃座にすることも検討されていた。
コックピット部分は、原田の要望により潜水艦のイメージを取り入れている。配色は、決定稿のカラーバリエーションが複数存在するほか、撮影時にも汚し塗装が随時施されていたため、明確な色が判断しづらいものとなっている。
制作当時のアニメロボットとは異なる兵器然とした無骨なデザインは、実写映画であることを踏まえてリアリティのある視覚効果を狙ったほか、アニメでよく見られる細い足だと実物大プロップの撮影時に自立させにくいなどの問題点によるという。2足歩行にして欲しいという要望もあったが、実写での表現のために2足歩行より現実的な車輪走行になった。河森は、『ガンダム』や『マクロス』とは明確に違うシステムを目指し、それが達成できたと述懐している。
初期のデザイン案では、直立形態と戦車形態の中間となるクルーズモードも検討されていたが、撮影や予算などの都合から不採用となった。
企画当初は大河原邦男によるデザインが提案されたものの没とっている（詳細はフォーミュラ計画#ガンタンクR-44を参照）。
製作
『さよならジュピター』に続いて小川正晴率いるオガワモデリングがプロップを担当し、実物大モデルをはじめ各種サイズが製作された。撮影には主に1/8スケールモデルが使用され、直立形態、戦車形態、変形用モデルが使い分けられている。1/3や1/5などのスケールも検討されたが、セットの大きさなどに合わせてサイズが決定した。1/8スケールモデルは外装はFRPだが骨格に鉄骨を用いているため、総重量は40キログラムにおよぶ。マーキングは、デカールなどでは格闘シーンなどで削れてしまうため、すべて手描きしている。塗装には、シリンダーの廃油を用いて質感を表現しているが、撮影の度に重ね塗りしていたため、撮影の初期と終盤とでは質感が異なってしまっている。戦車形態は、自走可能であったが撮影ではあまり用いられず、レールとワイヤーを用いて表現している。特技監督の川北紘一は、当初は芝刈り機のエンジンを仕込んでいたが、泣く泣く外したと述べている。変形シーンは操演助手の香取康修がギミックを担当し、支柱で本体を上昇させ、各部は操演で動かしている。坑道モードの撮影には直立形態を改造したものが用いられている。変形シーンにもこれを用いる予定であったが、撮影が遅れていたため新規に制作された。川北は、変形シーンをワンカットで見せることもできたが、細かいカット割りにすることで重量感を表現したと述べている。当初の予定にはなかったが、川北の要望により直立形態での歩行も撮影することになり、香取がミニチュアの改修を行った。チェーンガンの発砲には曳光弾が用いられているが、砲身が細く中に仕掛けることができないため、火薬を詰めた真鍮製の砲塔に差し替えている。特殊効果助手の岩田安司によれば、電飾などによる仕掛けでは回路が複雑になりすぎてしまうため曳光弾を使用することになったという。
1/3相当スケールの上半身のみの着ぐるみ（スーツ・メーション）は三池敏夫による図面や雛形を経て、東宝特殊美術の安丸信行と小林知己らが造形を手掛けた。クライマックスのエアロボットとの格闘戦シーンで使用されており、DVD収録のメイキングで確認できる。スーツの腕を外してアップ用のギニョールとしても用いている。川北によれば着ぐるみの使用は撮影中に発案されたもので、川北は使用するかどうか思い悩んだがスタッフの後押しにより決断し、結果的には着ぐるみのシーンで派手さやスピーディさを出すことができて良かったと述べている。
記者発表での宣伝ビジュアルとして1/12スケールのモデルが用いられた。
直立形態の1/24スケールのものはスタイロフォームで制作された。こちらはエレベーターのシーンなどに用いられた。ロングショット用に戦車形態も急遽制作されたが、こちらは金属とFRP製で電飾も仕込まれている。
高さ6メートルの実物大全身プロップ（制作費は9,000万円）も製作されたことでも話題になった。制作はグループ・イフが手掛け、鉄骨のフレームをベースに、胸部はFRP、フィンなどはベニヤ板、ボディの各所には木材が用いられている。重量は4.5トン。原田の要望によりエイジング表現が徹底され、梨地処理や溶接跡などが加えられているほか、撮影前には水を吹いてオイルにまみれたような質感を出している。これは新宿アルタ前に展示されるなどの作品宣伝に使用されたほか、劇中で登場人物と共に映るシーンの撮影に使用されている。造形用の図面は1/8スケールのものを拡大して用いられている。実物大プロップが歩行する際には、周囲の木枠を人力で動かすことにより、歩いているように見せている。また、全部分解できるようになっており、撮影には分割した状態でも用いられた。川北は、実物大プロップは宣伝効果こそ高かったものの、その大きさゆえに特撮班では使用しておらず、少しもったいなかったと述懐している。チーフ助監督を務めた井上英之も、実物大プロップの全身が映るのは冒頭の1カットだけでもっと撮った方が良いのではないかと思ったという。一方、髙嶋は実物大プロップと初対面した際には昔から見てきた巨大ロボットが目の前にあるとの感動に包まれたほか、人力ゆえに梯子で登ることすら大変だったものの、上に立って見下ろすと下のスタッフは夢見る小学生のような目をしており、日本初の凄いものを作ってるんだとの熱意に溢れていたという。なお、髙嶋は実物大プロップが動くものと思っていたため、プロデューサーが「ガンヘッドは動きません！」と宣言した際には皆で拍手喝采して大笑いしたという。河森は、実際に実物大プロップに登ってみて、手すりをつけなかったことを後悔したと述べている。
コックピットの撮影は、実物大プロップとは別に組んだセットで撮影が行われた。セット全体は木製で、計器類にはジャンクパーツを用いており、ブルックリンの後方頭上にある円形のパーツはポリバケツの蓋である。モニターは分解したテレビのブラウン管をむき出しのまま用いており、本番ではVHSの映像を流している。固定されているのは椅子と操縦桿、モニターのみで、それ以外はカメラアングルに合わせて取り外すことができた。本編装飾の遠藤雄一郎によれば、セットが狭く1人しか入れないため、中にいる髙嶋がセットの汚し作業を行うこともあった。髙嶋によれば、コックピット内でのシーンは最後の方に撮影されており、狭さと暑さによる汗は展開上必要だったため、（カメラから映らない位置に）飲み物とタオルなどを置いて演じていたが、汗によってメイクが流れてしまうことから、メイク担当者は原田の指示で汚しを足すのも大変だったという。そういったことから、タンクモード（のプロップ）については撮影中に見たことがなく、映画が完成してから本編で初めて見たという。
1/8モデルは、川北が率いるドリーム・プラネット・ジャパンが所有していたが、川北の死後は東宝で保管している。ガトリング砲や胸部パーツなどが欠損していたが、2007年のDVD発売時に修復され、2024年に書籍『ガンヘッドコンプリーション』での特写掲載のためよりオリジナルに近い形へ再修復された。

ガンヘッド508号機
ロボット戦争当時、ガンヘッド507号機の小隊に所属していた主力戦闘型ガンヘッド。エアロボットとの対戦で破壊されたが、その直前にエアロボットに向けて射出するもアームによって弾かれたノーズセンサーだけが天井部に食い込んで生き残っており、ブルックリンによる改造後のガンヘッド507号機がエアロボットを奇襲攻撃する際に利用された。

### カイロン5側のメカ
カイロン5
アイランド8JOにてロボット製造を行っていた、サイボテック・コーポレーション製の人工知能。いつしか自我に目覚め、ロボット戦争を勃発させて人類を刺激することにより、自身ではすぐに作れないテキスメキシウム鉱石を作らせた。それをバイオドロイドに盗ませて8JOにて自身が用いることにより、世界を破滅させようと目論む。
巨大なメインコンピュータは8JOにそびえ立つカイロンタワーの390階に存在し、メインコンピュータの周囲に広がる冷却水のプールを含むドーム状の区域はカイロンドームと呼ばれる。タワー屋上には滑走路を含むエアポートが存在しており、そこにバンチョーはメリーアンを着陸させている。タワー内は各階をエレベーターで行き来できるようになっているが、カイロン5が自我に目覚めた以降は侵入者を阻む役割も兼ねているうえ、階によっては黒いオイルが（戦車形態のガンヘッド507号機を覆うほどの深さまで）貯まったオイル運河も、その手段となっている。なお、最下層はロボット戦争での撃破を経て集積されたガンヘッド大隊のスクラップなどが積もった、ロボット墓場と化している。
漫画版では8JOの周辺海域に高圧電流が流されているため、海上を介しての脱出は不可能であることが、ロボット墓場へ転落した後のニムからブルックリンへの台詞で説明されている。
- コンピュータによる反乱という設定は、映画『地球爆破作戦』（1970年）を参考にしている。
- タワーの全景は、開田裕治による全画で描写された。タワーのデザインは、スタジオぬえによるイメージスケッチを経て、特殊美術デザイナーの好村直行が手掛けたが、開田がアレンジを加えているため厳密な意味での決定稿は存在しない。モニター画面での図案は、デザインに先行して石森達也が手掛けており、これを元に好村が俯瞰図を描いている。
- 特撮セットは、大澤哲三がデザインを手掛けた。プロローグ部分でのセットは、パースをつけて距離感を出している。
- 本編セットは、東宝撮影所第8ステージにセットが組まれた。緑色の冷却水にはバスクリンを用いており、俳優が冷えないよう適温に温められていた。セットプールは、横からライティングを行うため壁が斜めのガラス張りになっていた。本編美術の小川富美夫は、水とライトとの温度差でガラスが割れないか不安であったと述懐している。通路に用いられているグレーチングは、下から光を通すことを意図して用いることが当時の映画業界で流行していたものであった。制御室のセットには、白骨化した技術者の遺体も作り込まれていたが、画面にはほとんど映っていない。原田は、イメージソースとして映画『イヤー・オブ・ザ・ドラゴン』（1985年）のもやし畑を挙げていた。
- 髙嶋によれば、後年の日本映画では考えられないような豪華なセットであったと述べており、バスクリンを用いて水を着色していたため、セット中に甘い香りが充満していたという。

バイオドロイド
アイランド8JO製の生体ロボット。本来は超原子核研究所の所員だったが、バイオドロイド暴動の際にテキスメキシウム鉱石を盗んで8JOへ逃亡し、追跡してきたTARのヘリコプターを撃墜した。
カイロンタワーでは、カイロン5による指令を受けてテキスメキシウムに関する作業に勤しむ一方、タワー内に侵入してきたニムやBバンガーの面々を襲撃し、後者を次々と殺害する。その際には怪力のほか、ハッキングや光魚雷を武器としているほか、後述のように人間の細胞を利用して蘇生している。
当初、頭部は煤汚れた潜水用ヘルメットのような外見であるが、ブルックリンたちに倒された後には冷却水のプールへ落ちたベベの身体を取り込んで蘇生し、無数の部品で構成される昆虫の双眼に似た外見と化している。
漫画版では人間よりはるかに長身で細身の手足や髑髏のようで前後に伸びた小さな頭部を持ち、前述の逃亡を経て帰還した後にカイロン5による再生処理で究極の殺人兵器に変貌したと設定されているほか、逃亡したのは超破壊的パワーを持つ人工生体兵器のバイオドロイドIII型であることが、ブルックリンたちとの初対面時におけるニムの台詞で説明されている。
- デザインは飴屋法水が担当した。デザイン案では、人体模型をモチーフとしたものなどもあった。
- 映画版では着ぐるみで表現されている。スーツアクターはバラバ役のジェームズ・B・トンプソンが兼任した。トンプソンの帰国後は、サード助監督の深見和彦が演じた。

エアロ・ボット
アイランド8JO製。カイロンドームの警備用ロボットで、別名「カイロンの守護神」。対ガンヘッド兵器でもあり、ロボット戦争当時、ガンヘッド507号機に率いられる最後のガンヘッド小隊を全滅させた。
巨大な2本パワーアームと、最大の弱点でもある赤く光る3連センサーアイ（複合型三眼センサー）が特徴。カイロンタワー内での行動のみが想定されており、金属製の床を利用した磁気フローティング方式で床の直上を浮遊移動しながら、ガンヘッドの数倍（体積にして約3倍）はある巨体のパワーと強固な電磁装甲で、ガンヘッド507号機とブルックリンを苦しめる。戦闘だけではなく、施設の建設・修理作業も担う。
主な武装は、電磁ブレードや火炎放射器を備えた大小2本のパワーアーム、体当たりに用いられる本体下部の3連パワーブレード、センサーアイから発射する3連荷電粒子砲（三連装荷電粒子砲）、本体側面のリニアレールキャノン。小説版では重力波放射能力を持ち、攻防共にガンヘッド507号機とブルックリンを苦しめる。漫画版では三連荷粒子砲とアーム先端の放電ブレードを主武装としているうえ、背部にガンヘッド507号機を上回る出力を持つ高速突撃用のロケットブースターを装備しているほか、機体の左右にリニアガンも1門ずつ装備しており、一撃でガンヘッド507号機の下半身を大破させて移動不可能に追い込んでいる。
- ガンヘッドと同様、メディアによってデザインや武装が異なる。最初に設定された電磁アーム3本のデザインは立体化が不可能という判断から却下され、映画版ではほぼ上下動のみの2本アームとなっている。漫画版ではセンサーアイに相当する箇所が単眼センサーとなっているほか、映画版を上回る巨体（比較図ではガンヘッド507号機の約4倍）の装甲が曲面で構成されているうえにアームが1本増やされて4本アームとなっており、正面に並べると巨大な盾のようになるそれが突撃や防御に利用される。小説版では2体存在しており、文面からエアロボット1は映画版に準拠したデザインであることがうかがえるが、エアロボット2はガンヘッド同様にスタンディングモードへの変形機能も有しており、さらなる巨体で立ちふさがるシルエットの挿絵が描かれている。
- 形式番号は、ソ連の戦車KV-1およびKV-2に由来する。
- 原田による初期案では、10人ほどが搭乗する有人メカと想定され、人間同士の対決を描く予定であった。
- デザインについては、河森による初期稿はギミックや構造が操演面で難があると判断されたため、そこで提示されたコンセプトをスタジオOXが受け継いでラフデザインを数点起こしている。さらに、スタジオOX稿を一部継承する形で美術デザイン担当の大澤哲三がデザインし、造形用の図面は三池敏夫が担当した。以降、川北による作品では複数のデザイン案をまとめて造形で最終的なデザインを決定するという手法が定番となった。河森による初期案では手をモチーフとした巨大アームが特徴で、中央には口が存在するなど生物的なイメージであった。河森は、迫ってくる壁が実は巨大な手であったというシチュエーションをやりたかったと述べている。OX案では、建設機械のようなインダストリアルデザインを意識したものとなったが、川北側でOX案を切り貼りして顔のある左右非対称なものに改められ、大澤による決定稿で赤い配色となった。
- 造形はアップアートが担当した。造形物は操演による1/8サイズ（約2メートル）1体のみで、全長2メートル。アームはアルミ製、装甲はFRP製。エアシリンダーを内蔵して各パーツを動かすうえ、ゆっくりではあるが自走もできるようになっている。当初は後部のピストンから排気ガスを排出していたが効果が出ず、液体窒素でガス（フロンガス）を噴出する形に改めたところ、火炎放射器の炎と混ざって有毒ガスが発生してしまうなどのトラブルが相次ぎ、川北は思うように動かせなかったことを述懐している。セカンド助監督の千葉英樹は、1カットごとにフロンのボンベを1本消費していたと証言しており、アップアートの阿部達也もテスト時には臭いが酷く噴射部分も錆びていたと述懐している。なお、操演の松本光司には「怪獣」と呼ばれていたという。エアロ・ボットの最期は、絵コンテでは一部ずつ壊れていくという想定であったが、撮影スケジュールが逼迫していたため、火で燃やす形に改められた。

知性地雷 Type9 R2
2010年製造。音声に反応して爆発する浮遊地雷。ブルックリンに不良品呼ばわりされるが、捨てた直後に爆発した。
漫画版では知性地雷 タイプR2として登場。生命体に反応すると設定されており、ベベのもとへ駆けつけようとするブルックリンとニムの前に現れ、彼に「不良品だよ」と侮られた直後に爆発するが、負傷には至らず動揺に留まったその煙は結果的にベベとの合流の目印となった。
- デザインは石森が手掛けた。スタジオOXによりメカニカルなものも描かれていたが、完成作品では生物的なディテールとなった。

### その他のメカ
メリーアン
Bバンガーの移動基地でもある航空機。2020年代から退役の始まった軍用機「ボーイングVC-24A」の垂直離着陸輸送機の払い下げ品で、外観は第二次世界大戦のアメリカの爆撃機ボーイングB-17に似ているが、これはクラシックに装う後付けキットを装着しているためである。機種には女性型ロボットのイラストが描かれている。
バイオドロイドにはカイロンタワーへ侵入してきたBバンガーの面々と違って襲撃対象とまでは認識されなかったため、タワー屋上への着陸後も機体付近に留まっていたボクサーとブーメランは殺害されたものの機体は物語終盤まで無事であり、ブルックリンたちの脱出が成功することとなる。
- 名称およびベース機は、映画『空軍/エア・フォース』（1943年）に登場する機体に由来する。デザインは、監督の原田によるB-17にスペースシャトルの後部を組み合わせるという案を河森が図案化した。河森によれば、B-29をベースにしようという意見もあったが、B-17の方がデザイン的に面白かったと述べている。初期案では、ノーズアートではなく立体的な女神像がプロペラ部に存在した。
- 造形はマーブリング・ファインアーツが担当した。物語序盤での雲海上空の飛行シーンやタワー屋上への着陸シーンに使用されたミニチュアのほか、実物大の機首部分も作られた。これは雲海上空の飛行シーンにおける機首部分のアップや、着陸後にBバンガーの面々がタワーへ侵入するシーンで使用されている。実物大セットはすべて木材製で、原田の要望により内部には金属パーツを貼り付けてむき出しの機器を表現している。セットの下には機体の揺れを表現するためにスプリングが仕込まれていたが、バンチョー役のカーチスによれば俳優陣は皆船酔いのような状態になったという。ミニチュアはその後川北が保管しており、2024年の時点でも現存が確認されている。PV『ガンヘッド2025』の撮影でもこのモデルが用いられた。
- 地上波放送版のラストに挿入されている上昇シーンは、アバンの降下シーンを逆再生したものである。

ヘリコプター
TARの移動手段。Bバンガーがカイロンタワーに到着した時点ですでに撃墜されており、タワー付近へ墜落して燃えていた。
- ミニチュアは『キングコングの逆襲』や『怪獣総進撃』に登場したジェットヘリの流用で、燃えカスが1990年代半ばまで東宝の特殊美術倉庫に保管されていた。ミニチュアの流用は川北の指示による。テキサス・エア・レンジャーズ仕様にリペイントすることも検討され、デザイン画も描かれていた。

ロボコーラ（ペプシタイプ）
2023年アイランド8JO製、移動式自動販売機。ブルックリンがボンベイをからかうのに使った。
- デザインは石森達也が手掛けた。造形は本編美術班が手掛け、ロゴマークはペプシコーラから提供を受けている。
- 準備稿第3項では、ガンヘッドのコックピット内にロボコークの自販機があり、坑道を上昇する際にこれを用いてウィンチの熱を冷却するという描写が存在した。

トラック
詳細不明。セヴンとイレヴンがいた場所からタワーを登れる場所まで移動するのに使った。ブルックリンは修理の際、狭い運転席を忌避して車体後部に自分が座るためのオープンシートを増設した。
漫画版では6人乗りのバギーカーとして登場。その形状ゆえ、運転を担当するセブンの後部にてブルックリンは忌避する様子もなくニムやイレブンと向かい合ってシートに座っている。
- デザインは石森達也が手掛けたほか、河森によるデザイン案も存在する。撮影用車両は実際のトラックを改造しており、外見からはベース車両が判別できないが石森はISUZUのトラックであったと証言している。

## キャスト
- ブルックリン[142][143]（Bバンガー） - 髙嶋政宏
- ニム[142][143] - ブレンダ・バーキ
- ベベ[142][143]（Bバンガー） - 円城寺あや
- イレヴン[142][注釈 40] - 水島かおり
- セヴン[142][注釈 41] - 原田遊人
- ボンベイ[142][143]（Bバンガー） - 川平慈英
- ボクサー[142][143]（Bバンガー） - 斎藤洋介
- ブーメラン[142][143]（Bバンガー） - ドール・ヌィーン
- バラバ[142][143]（Bバンガー）/バイオドロイド[142][5] - ジェームズ・B・トンプソン（英語版）[注釈 42]
- バンチョー[143][3]（Bバンガー） - ミッキー・カーチス
- ガンヘッド[5][注釈 43] - ランディー・レイス
- ナレーション[142] - マイケル・ヤンシー
- 手話指導 - 米内山明宏

- 連合軍兵士[3] - 森岡隆見、深作覚、木村真、髙市好行、村上久勝、鈴木実、清水進一、池上尚吾、澤山雄次、夏坂祐輝、島田一男、西村宏、生駒晃
- 特撮ロボット[3] - 谷口満範、竹神昌央
- バイオ吹替[3] - 芳川透
- ブルックリン吹替[3] - 山田公男
- ニム吹替[3] - 前田恵子、コニー・ワトキンス
- B・B・C放送の声[3] - ヨハン・セグエーフ
- カイロンドームの声[3] - ドナ・クネスタ

### テレビ放送版日本語吹替
- ガンヘッド、ナレーション - 郷里大輔[144]
- ニム - 戸田恵子[144]
- セヴン - 坂本千夏[144]
- バラバ - 笹岡繁蔵[144]

## スタッフ
- 東宝株式会社・株式会社サンライズ提携作品
- 製作 - 東宝映画、サンライズ
- 「ガンヘッド」製作委員会
  - 東宝
  - サンライズ 伊藤昌典
  - バンダイ 山科誠
  - 角川書店 角川歴彦
  - IMAGICA 一倉秀男
  - 東宝映画
- 製作者 - 田中友幸、山浦栄二
- プロデューサー - 島谷能成、山田哲久
- 脚本 - 原田眞人、ジェームズ・バノン
  - 脚本協力 - 柏原寛司[145][注釈 44]
- 撮影 - 藤沢順一
- 美術 - 小川富美夫
- 録音 - 斉藤禎一
- 照明 - 粟木原毅
- 編集 - 黒岩義民
- 助監督 - 井上英之
- 製作担当者 - 森知貴秀
- 音楽 - 本多俊之
- シンセサイザー - 鳥山敬治
- 主題歌 - 永井真理子「TIME -Song for GUNHED-」（作詞：亜伊林、作曲：馬場孝幸、編曲：根岸貴幸）
  - サントラ盤 - 「ファンハウス」（BMG JAPAN）
- 音楽プロデューサー - 梶原浩史、岩瀬政雄、大場龍男
- 監督助手 - 久保裕
- 撮影助手 - 脇屋隆司
- 照明助手 - 渡辺保雄
  - 照明助手 - 二見弘行[12][3][注釈 44]
- 照明機材 - 大出忠昭
- 録音助手 - 宮内一男
- 特殊機械 - 宮川光男
- 美術助手 - 頓所修身
- 装置 - 鈴木和夫、加藤慶一
- 組付 - 笠原良樹
- 装飾 - 田代昭男
- 電飾 - 稲垣秀男
- U・S・Aキャスティング - アルビン・キャッセル
- スチール - 石月美徳、中尾孝
- 編集助手 - 糸賀美保、東島左枝
- ネガ編集 - 青木千恵
- 効果 - 倉橋静男
- 記録 - 原田良子
- 衣裳 - 千代田圭介[注釈 45]
- ヘアーメイク - 小沼みどり
- 俳優係 - 田中忠雄
- 製作係 - 小川祥、瀬田一彦
- 企画 - サンライズ
- 協力 - ハドソン
- メカニカル・デザイン - 河森正治
- ノベライズ - 会川昇
- コミック - 麻宮騎亜
- 設定協力 - 寺島優、今西隆志、会川昇、熊谷淳
- 銃火器指導 - 柘植久慶
- 銃器デザイン協力 - 鈴木雅久
- 兵器アドバイザー - 泉博道
- 衣裳デザイン - 吉田十紀人、田中直弘
- バイオドロイドデザイン - 三上晴子、飴屋法水
- モデリング - 小川正晴、上松盛明
- S.Sスーパーバイザー - 瀬川徹夫
- 協力 - 東宝映像美術
- 特殊技術
  - 撮影 - 江口憲一
  - 特美 - 大澤哲三[98]、好村直行[98]
  - 照明 - 斉藤薫
  - 操演 - 松本光司
  - 特殊効果 - 渡辺忠昭
  - 監督助手 - 松本清孝
    - 監督助手 - 神谷誠[146][3][注釈 44]

  - 制作担当 - 膳師豊
  - 協力撮影 - 大根田俊光
  - 撮影助手 - 大川藤雄
  - 照明助手 - 川越和見
  - 照明機材 - 棚網恒夫
  - 特美助手 - 寺井雄二[98][3]、清水剛[98][3][注釈 44]、高橋勲[98][3][注釈 44]、三池敏夫[146][98][3][注釈 44]、都築雄二[98][3][注釈 44]、稲付正人[98][3][注釈 44]
  - 装置 - 野村安雄
  - 組付 - 鴨志田平造
  - 操演助手 - 香取康修[98][3]
  - 特効助手 - 岩田安司
  - 記録 - 加藤八千代
  - 制作係 - 鈴木勇
- 特殊視覚効果
  - IMAGICAグループ
    - CROWD
    - 3D
    - SpFX STUDIO
    - Qプロダクション
    - ツドー工房

  - オプチカルエフェクト - 中村正視、関口正晴、平岡正明
  - スペシャルエフェクト - 渡辺登、高須一輔
  - モーションコントロール - 稲葉貞則、灰原光晴
  - ビデオエフェクト - 相沢眞人、石田延哉
  - レーザーシネマ - 福原康平
  - タイミング - 大見正晴
  - エフェクトアニメーション - 雨宮慶太、橋本満明
  - アニメーション - 升沢達也、津田輝王
  - コンピュータグラフィックス - 土屋裕、大塚竹男
  - マットペインティング - 古賀信明、金子雪生、各務修司
  - マットペインター - 開田裕治、松島洋
  - コーディネート - 山口博司、伏木秀明
  - プロデュース - 西康夫、市橋耕治
- 協力
  - ペプシコーラ、森永製菓、B-CLUB、ニュータイプ
  - スタジオぬえ、ランドメイト、オガワモデリング、グループ イフ
  - アーム工芸、BELL工芸、東京ファントム、戸井田工業
  - アップアート、スタジオOX、マーブリングファインアーツ、R'sHOUSE
  - Goro's、大平特殊効果
  - 東宝音楽出版、東宝録音センター、プロダクションゆりーか、京都衣裳、島田プロダクション
- 特技監督 - 川北紘一
- 監督 - 原田眞人

## 制作

### 企画
サンライズプロデューサーの山田哲久は、東映で特撮テレビドラマの助監督を務めていた経験からかねてよりアニメと特撮技術の統合した作品を制作したいと考え、アニメ監督の高橋良輔やメカニックデザイナーの大河原邦男らの協力により1986年春に『戦闘機兵0（）』の企画書を作成する。同年夏に東宝映画調整部に提出されたこの企画書は、東宝側から好感触を得られたため、山田は本格的な制作に乗り出し、脚本家の会川昇やメカデザイナーの河森正治らが企画に参加した。
1987年、会川によるシノプシスに河森によるデザイン画が添えられた企画書『機動戦都市コマンドポリス』が作成され、東宝に持ち込む形で企画された。当初、監督として長谷川和彦が参加していたが企画段階で降板し、アメリカにて映画を学んで『スター・ウォーズ』の日本語版演出でSFの経験を持つ原田眞人が起用された。これにより、企画は一旦白紙化され、1988年中に完成予定であったが公開は先延ばしとなった。
1988年5月から原田を迎えての打ち合わせが始まり、演出家の今西隆志や兵器アドバイザーの泉博道らの意見も取り入れた原田によるシノプシス制作が行われた。本来、原田は監督のみの予定であったといい、アイデアを欲張ったため10回以上改稿することになったと述懐している。当初は、映画『サハラ戦車隊』を参考に砂漠でのロボット戦を描くものとなっていたが、予算に見合わないため島を舞台とする内容に改めて脚本執筆が行われた。大規模な戦闘シーンは難しいことから、原田が愛好する「敵中突破もの」として進められていった。原田による案では、島の飼育工場から子供たちを救出するという展開もあった。
同年9月、原田と山田はロサンゼルスに渡り、ヒロイン役女優のオーディションが行われたほか、原田の旧友であったジェームズ・バノンも脚本に加わり英語稿が作成された。この年、メジャーリーグベースボールではロサンゼルス・ドジャースがワールドシリーズ優勝に至る快進撃を見せており、原田もその活躍に熱中し作品内容にもドジャースをモチーフとした要素が取り入れられていった。Bバンガーメンバーの頭文字をBで統一したのはバノンの案であった。ポストプロダクション作業をルーカスフィルムに打診していたが、予算が見合わず実現には至らなかった。
『サハラ戦車隊』をはじめとして、本作品には原田が愛好する洋画作品のオマージュが多く盛り込まれている。
サンライズが制作したアニメ映画『アリオン』（1986年）が製作委員会方式で成功していたことから、本作品でも6社からなる製作委員会が組まれた。
1988年11月28日、帝国ホテルにて制作発表記者会見が行われ、1/12スケールのガンヘッドモデルが披露された。会見には製作委員会各社の代表が登壇した。また、ゲストとしてガンダムシリーズの監督である富野由悠季が招かれ、声優の林原めぐみがレポーターを務めた。
原田は、プロデューサー側から予算を小出しでしか伝えられなかったため総額を把握できず、資金面で苦慮したことを述懐している。美術予算の管理も担っていた特殊美術の好村直行は、本作品では予算を大幅に超過してしまい始末書を書かされたと述懐している。撮影の藤澤順一は、通常無料で配布されるスタッフジャンパーも本作品では有料で買っていたと証言している。

### スタッフ編成
特技監督には1984年に『さよならジュピター』を手がけた後、『ゴジラ』シリーズの特撮を長く任されることになる川北紘一が起用された。川北によれば、当時の東宝ではラインナップ作品は中野昭慶が特撮を担当し、外部持ち込み作品は川北が担当するという流れができていた。
特撮班には、美術の大澤哲三や照明の斉藤薫など東宝特撮に初参加するスタッフが多く起用された。その多くは、後に川北が率いるゴジラ平成VSシリーズにも参加しているほか、特殊美術スタッフには後の日本映画界を担うメンバーが揃っていた。
特撮美術は大澤と本作品にて美術デザイナーとして一本立ちした東宝映像美術に所属する好村直行の2人がデザイナーを務めた。東宝での伝統を引き継いできた東宝の特殊美術スタッフらは、外様で若く伝統と異なる柔軟な発想を持った大澤に対し警戒感を持ち風当たりが強かったが、好村が一歩引いてデザインに専念し、現場を大澤に任せるかたちとした。大澤と好村はそれぞれ自身とは異なる手法から学ぶことも多かったと述べている。
本編撮影の藤澤順一は、特撮作品の経験はなかったが過去にも原田の作品に参加していたことから起用された。
銃器の造形は戸井田工業、その他の小道具はベル工芸が手掛けた。銃器デザイン協力の鈴木雅久は、当時サンライズ企画室に所属しており、デザイン作業のみと考えていたところ予算の都合からプロップを新規に作り起こすことはできなかったため、ステージガンの選定やモデルガンの改造作業を行うこととなった。
マットペインターとしてクレジットされている開田裕治は、実際には画面の一部を絵で処理するマットペイントではなく、画面すべてを絵で埋める「全画」であったと述べている。本作品で使用されたマットアートや合成素材の多くは処分されてしまったが、開田による絵は本人の要望により返却された。
当時の特撮は光学合成が主流であったが、本作品ではビデオエフェクトを導入している。エフェクトアニメーションを担当した雨宮慶太は、ガスの科学館や花博などの展示映像を制作していたことからIMAGICAと繋がりがあり、同社が本作品に携わることになった際に参加を持ちかけられたという。オプチカルエフェクトを担当した中村正視は、雨宮の描く光線は大胆であったと評している。

### 配役
本作品が初主演となったブルックリン役の髙嶋政宏は、東宝からの指名で起用された。髙嶋は、「次はこれをやる」「わかりました」という程度のやり取りのみで経緯もへったくれもなかったと述べている。
ニム役のブレンダ・バーキは、監督の原田とプロデューサーの山田がロサンゼルスでオーディションにより起用した。原田は、バーキが出演した映画『KGB追跡/聖書の秘密』を観て候補に挙げたと述べている。バーキによれば、オーディションは一般的なプロセスではなく、2人がバーキのアパートを訪れて面接し、バーキが脚本を読んで引き受けるといったら決まったという。バーキ以外には、パメラ・シーガル、ナンシー・トラヴィス、ステイシー・ネルキンらが候補に挙がっていた。バラバ役のジェームズ・B・トンプソンおよびブーメラン役のドール・ヌインもオーディションにより起用された。バーキは日本語を話せず、英語を話せる原田や髙嶋以外とは通訳を介してコミュニケーションをとることがほとんどであったが、日本人のスタッフ・キャストはとても優しく、仕事にも情熱を持っていて尊敬していると語っている。共演者らもバーキとはフレンドリーに接していたことを証言している。また、トンプソンと同じく契約書の時間縛りが凄かったうえ、食事もすべてホットミールを用意されていたが、日本のロケ弁については2人とも凄く感動して食べたいと希望し、食べていたという。
セヴン役の原田遊人は原田眞人の実子で、これまでも原田の監督作品に出演していたが子役としての出演は本作品が最後であった。夜間の撮影では、遊人が寝てしまい、後ろ姿や引きのカットを代役が演じている。
ミッキー・カーチス、川平慈英、円城寺あやらは原田の要望により起用された。円城寺は、顔に装着するメカの型取りを行う都合から他のキャストよりも前に衣装合わせが行われた。

### 撮影
特撮班は1989年1月25日に、本編班は2月16日にそれぞれクランクインし、共に4月30日にクランクアップした。当初は1988年内に撮影を開始する予定であったが、髙嶋政宏が出演していたテレビドラマの撮影が遅れていたため延期となった。撮影の藤澤順一は、スケジュールの遅延によりセットの制作も遅れ、本編美術の小川富美夫が何晩も徹夜し撮影直前にようやく完成していたと証言している。撮影期間中には昭和天皇の大喪の礼も行われていたが、助監督の神谷誠によれば東宝撮影所内で本作品と黒澤組は当日も喪に服さず撮影していたという。
髙嶋によれば、ブルックリンとガンヘッド507号機が交わす台詞も原田とのやり取りを経て現場で変更されたという。原田からは、日本語のセリフも英語のようなトーンで喋るよう指示され苦労したといい、録音部から「聞き取れないのでもう一度」と言われても原田はお構いなしであったという。また、撮影は特撮も含めて正月をまたいで行われたため、かなり寒かったが当時は全然平気で逆に楽しかったほか、特撮部を見に行くと喜ばれて照明部の二見弘行に川北のもとへ案内され、今川焼きを30個買いに行かされることが2、3回あったという。
原田は意図的にカット割りを行わず長回しで撮影し、同じシーンを別アングルでも撮るという手法をとっており、髙嶋は撮影時間は短く済んだと証言している。編集では、その撮影素材を細かくカット割りしており、通常は500カット程度だが本作品では2,000弱となっている。藤澤は、1カットを1台のカメラで撮影する従来の手法ではなく、2台のカメラでカッティングを行う手法が原田ならではであったと述べている。
屋内の描写や作品全体の雰囲気から照明は暗めに設定された。照明の斉藤によれば、美術サイドからは凝った作りの造形物が映っていないと不評を買ったが、銃器デザイン協力の鈴木は画面が暗いおかげでプロップの粗が隠れたと述べている。撮影助手の大川藤雄は、特撮の撮影ではハイスピードで撮るため強い光量を必要としており、本作品では露出が厳しかったと述懐している。
冒頭での13年前のガンヘッドの戦闘シーンは、1984年に閉鎖された住友重機械工業川間工場にガンヘッドの1/1スケールモデルを持ち込んで撮影された。連邦軍兵士のバックパックにはポリタンク、銃には『ゴジラ・エビラ・モスラ 南海の大決闘』（1966年）の赤イ竹兵士のマシンガンなどが用いられており、装飾・小道具担当の遠藤雄一郎はあまり予算をかけられなかったと証言している。ブルックリンと知性地雷の戦闘シーンやセヴンの畑のシーンなども同工場内で撮影された。
ニムたちがタワーを登るシーンは、3月13日から14日にかけて下久保ダムで撮影された。夜間のシーンだが、フィルターを用いて昼間に撮影している。
メリー・アンが不時着した滑走路のシーンは、4月6日から8日にかけて東宝撮影所第8ステージで撮影された。400坪のスタジオいっぱいにセットが組まれたが、全体が映るカットはない。Bバンガーのメンバーが揃っての撮影はこのシーンのみであった。地上1,500メートルの高所という設定だが、スモークが流れてしまうため風の表現は抑えている。
ガンヘッドのコックピットセットでの撮影は、4月14日から22日にかけて東宝撮影所第5ステージで行われた。
タワー393階のエレベーター出口は、高崎市の鋳物工場にセットを持ち込んで撮影している。巨大な鎖は同工場の設備である。べべ役の円城寺によれば、足元には鋳造時に発生する小さい鉄の玉が落ちていて滑りやすい状態で火を用いた撮影をしなければならず、特殊効果のベテランスタッフに説得されて撮影に臨んだという。
セヴンとイレヴンの住処は、大谷石採掘場跡で撮影された。ロボットのガラクタは、美術スタッフが実際にジャンクパーツを用いて制作した。
ロボット墓場のシーンは、東宝撮影所第2ステージで撮影された。ロボットの残骸には、自衛隊の飛行機部品やスクラップ工場のジャンクなどを用いており、トラック数台分が持ち込まれた。
ガンヘッドとガードロボットがレーザーを撃ち合うシーンは、自衛隊朝霞駐屯地内の施設で撮影された。
バイオロイドが歩くシーンは、横須賀のドックで撮影され、生合成によりドックを2つに見せている。
発砲シーンでは、映画『プレデター』（1987年）の影響によりマズルフラッシュを作画で合成している。
髙嶋によれば、撮影の見学には、原田の友人でもある映画監督のアーヴィン・カーシュナーやジェームズ・キャメロンも訪れていたという。

### 特撮
制作当時は特撮作品にCGIが導入される前だったこともあり、特撮はスタッフの手作業によるアナログ特撮が大半を占めている。ロボットアニメの実写版を期待したサンライズ、SF映画を意図した原田、特撮ものならではのロボットものにしたかった川北とそれぞれの狙いが異なったが、結局は東宝のプロデューサーもサンライズのプロデューサーも川北の方向性で撮影中にシナリオを直していった。川北は、当初はタイトルも脚本も決まっていない状態で企画だけ持ち込まれたといい、自ら脚本や絵コンテなどを書いて現実的に実現可能なものを提案したと述懐している。
ミニチュアセットは、従来の怪獣映画のような基準の寸法ではなく、ガンヘッドのミニチュアスケールに合わせて1メートル四方の鉄骨の枠とスチレンボードで制作された。ガンヘッドが壁（坑道）を登るシーンがあることから、壁面は鉄骨で造られ、撮影もセットを横にして行われた。落下する破片は操演で動かしている。大澤哲三によるアイデアのもと、壁は分割できて別のセットに組み替えて使い回せるように制作されたため、カメラがセット内に入る自由度も大きかった。鉄骨を用いたのは繰り返しの使用に耐えられる強度を持たせる意図もあった。また、カイロンドームが主な舞台となっているため、画面が似たようなイメージにならないよう、ライティングなどを工夫してなるべく各所を移動している風に見せようと、手を尽くしていたという。
ガンヘッド戦車形態の走行シーンで用いられたレールは特注品であり、後に『ゴジラvsビオランテ』でも用いられた（詳細はビオランテ#植獣形態の移動を参照）。ガンヘッドのミニチュアとセット下の移動車を連動させて走行シーンを撮るという方式は、鹿児島県で開催された博覧会『サザンピア21』の映像『マグマアドベンチャー』で用いられた手法を応用している。
メリー・アン関連のカットでは、モーション・コントロール・カメラ「C-CAMII」が使用された。
ダストシュートのシーンは、車輪をつけた16ミリカメラをダクトの中に通し、紐で引き上げながら逆回転で撮影している。この際、埃などを落としていたが、カメラの養生が不十分な状態で撮影したため内部に入り込んでしまっていた。当初のセットプランでは小型カメラをチューブに通す予定であった。
ガンヘッドに向けて爆雷が投下されるシーンでは、容器に詰めた液体窒素を水中で爆破し、爆煙を表現している。ガンヘッドに向けて発射されるミサイルのデザインは『帝都物語』での交流がきっかけで三池敏夫が樋口真嗣に依頼しているが没になり、撮影では『ノストラダムスの大予言』（1974年）で用いられたミサイルを改造している。
銃座のフロアでガンヘッドが壁面を進むシーンは、筒状のセットを回転させながら撮影している。このセットはカメラを乗せた台車とワイヤーで連結しており、セットの回転とカメラの移動が連動する仕掛けとなっている。
縦坑道で爆炎が上がってくるシーンは、映画『ダイ・ハード』（1988年）での同様のシーンの手法を模倣している。
ガンヘッドがタワー外部のブリッジを走行するシーンは、脚本には描写がなく川北の要望により追加された。一度通過するシーンのためだけにセットを組んだため、大澤はプロデューサー側から苦言を呈されたという。
エアロ・ボットとのラストバトルは、3月24日から4月27日にかけて約1ヶ月間撮影された。エアロ・ボットの登場シーンでは逆光のライティングでシルエットを浮かび上がらせており、この手法はその後ゴジラシリーズでも多用された。
プロローグ部分の特撮シーンは、4月28日から29日にかけて第9ステージにて撮影された。タワー手前のビル群は、黒カポック板で作られた板状のものと、電子部品などを組み合わせたミニチュアがある。遠景の照明も電飾と光ファイバーによるものがある。一部のカットでは、本編班の1/1スケールガンヘッドの脚部を手前に置いて奥行きを表現している。兵器や建物の残骸には、『モスラ』の東京タワー、『キングコング対ゴジラ』のブルドーザー、『首都消失』のSCMトラックなどのミニチュアも用いられている。
メリー・アンの飛行シーンは、4月29日から30日にかけて行われ、この撮影をもってオールアップとなった。雲海は、足場にビニールシートを貼り、ドライアイスを這わせて表現している。ドライアイスの発生装置は、『首都消失』で作られたものを流用している。メリー・アンの主観カットは、スタジオの天井から吊り下げられたゴンドラを用いて撮影されたが、この際にカメラマンの江口憲一がゴンドラから落下し、Bカメラの大根田俊光が代わりを務めた。
モニター画面に映し出されるCGは、当時使用していたマシンでは動画を出力するスペックがなかったため、1フレーム毎に紙でプリントアウトして線画台で撮影するというセルアニメと同様の手法で制作された。

### 音楽
音楽には、『マルサの女』（1987年）などを手掛けた本多俊之を起用。本多は、作曲時点でラッシュフィルムは見ているものの正確に尺には合わせず画面のイメージを膨らませており、フェードアウトやカットアウトで終わる曲が多い。
楽曲は、パーカッションとシンセサイザーによる打ち込みを主体としており、原田からは映画『レインマン』（1988年）の音楽をイメージとして提示されていた。カイロンドーム内でのBGMはシンセサイザーにエコーをかけており、屋内での反響を意識したものとなっている。
冒頭のナレーション部分のBGMは、当初は原田の要望に基づいたブラスバンドの楽曲が予定されていたが、制作側から変更を要請され、作曲作業終了後に急遽追加制作されたためメロディーのないリズムのみの楽曲となった。そのため、サウンドトラックには未使用に終わったブラス曲が「SOMEWHERE BEFORE」として収録されているが、実際に使用されたリズム曲は収録されていない。
本作品の楽曲は、公開終了後もニュースやワイドショー、ドキュメンタリー番組といった報道番組全般で使われ続けている。

## 評価・影響
興行は芳しくなく、映画雑誌『キネマ旬報』では「惨敗」「企画の失敗」とまで酷評された。また、髙嶋政宏によれば、本作品は1989年の東宝作品で最も売れなかった作品だといい、最も売れた作品である大森一樹監督の『花の降る午後』と両方に出演していたことを、東宝の上役から茶化されたという。
内容についても「分かりづらい」「印象が薄い」「画面が暗くて何をやっているか分からない」と不評の声が挙がった一方、特撮を評価する声も挙がった。
本作品公開当時、東宝はすでに1984年版『ゴジラ』に続くゴジラ映画の新作を製作中であり、公募されたストーリーの候補の一つには、ゴジラと巨大コンピュータと戦い、コンピュータが戦車もどきのメカになるという案があり、『ゴジラvsビオランテ』の制作が決定した後もその続編として検討されていたが、川北は本作品の興行不振が影響した不採用になったと証言している。『vsビオランテ』には、川北をはじめとする本作品の特撮スタッフの多くがそのまま参加した。川北は、本作品や『さよならジュピター』のチャレンジの延長線上に『vsビオランテ』は存在していると述べている。
上記のように公開当時の評価こそ低かったものの、2022年にはBD（#映像ソフト化を参照）が通販サイトの日本SF映画売上ランキングで第1位、コトブキヤ製プラモデル（#その他を参照）が10年ぶりに再販決定、同年7月8日に新文芸坐にて開催された35mmフィルム特別上映会の前売券が即完売といった評価を得ている。川北は、2007年に発売されたDVDの売上が予想外に好調で、根強いファンが存在することを認識したという。また、髙嶋によれば、小学生当時に本作品を見ていた世代が成長後に現場スタッフとなっており、藤原カクセイは『キングダム2 遥かなる大地へ』の撮影の合間に本作品への感動を伝えに来てくれたという。また、高嶋や円城寺は、後年になっても本作品のパンフレットにサインを求められることがあるという。原田は、本作品を観て自身に会いに来る海外のプロデューサーやエージェントも多いと述べている。ただ、その後もメディアによっては「サンライズにとって『G-SAVIOUR』と並ぶ黒歴史」との酷評が見られる。一方、公開35周年を迎えた2024年には、後述のように各種書籍の増補改訂復刻が行われている。
アニメ監督のあおきえいは高校2年生当時、本作品の試写に何度も応募して劇場公開前の時点ですでに3回くらい見ており、上記のような不評を踏まえつつも見終えた瞬間には「何か新しくて面白いものを見た」との興奮を覚えたほか、ビデオで発売されてからも擦り切れるくらい見ており、黒岩義民による編集の素晴らしさもわかったという。また、本作品から受けた影響として2006年のテレビアニメ『コヨーテ ラグタイムショー』にオマージュを盛り込んだが、当時は本作品がDVD化されていなかったこともあり、誰にも気づかれなかったという。なお、本作品のリメイクについては、許可が出れば喜んで引き受ける旨も明かしている。

## テレビ放送版
劇場上映の終了後、1992年11月25日にはTBSの『水曜ロードショー』枠にて92分への再編集を経て地上波初放送された。その制作の際にはグロービジョンの吉田啓介のもと、英語の台詞が地上波のゴールデンタイムに馴染まないと判断された結果、ナレーションも含めたすべての台詞が日本語に吹き替えられ、日本語を使っていた登場人物の台詞は主演の髙嶋政宏ら俳優陣が、英語を使っていた登場人物の台詞は戸田恵子や郷里大輔ら声優陣が、収録スタジオにて一堂に会して担当した。ナレーションなどの執筆は企画初期に参加しノベライズを手掛けた會川昇が担当した。音質を揃えるために日本人俳優の声もすべて再録されており、髙嶋の演技力が向上している、一部の台詞が変更されて明解になっている、放送時の画質が良好であったとの理由から、劇場公開版より地上波放送版を支持する声もある。そのほか、ラストシーンには冒頭でのメリー・アンの着陸シーンを逆再生した離陸シーンが加えられている。
なお、台詞を変更したことは連絡の行き違いで原田に伝わっていなかったため、放送直前に吉田は原田から抗議の電話を受けて必死に意図を説明し、一応の了解を得たという。川北は、映画完成時の試写会で東宝社長の松岡功から内容がわかりづらいとの指摘を受けており、テレビ放映の際に手直しすることになったと証言している。髙嶋は、原田イズムの演出がなくなって普通の映画になったと評している。

## 映像ソフト化
ビデオソフトは、1989年12月27日にVHSとベータの2種類が発売された。
レーザーディスクは、1990年5月1日に東宝から発売された。品番はTLL2159。本編のみで映像特典などは収録されていない。
DVDが2007年2月23日に東宝より発売された。品番はTDV-17037D。片面2層の本編ディスクに映像がビスタサイズで収録されており、映像特典として予告編やメイキング、静止画資料集も収録されている。音声は劇場公開版のみ、字幕も公開時の手書きのもので、地上波放送版は収録されていない。封入特典はサウンドトラックCDの復刻版。解説書も付属している。川北によれば、DVD発売まで時間がかかったのは権利関係が面倒で誰も動かなかったためであり、実際に動くことになった川北自身も売上が好調だったのは予想外であったという。廃盤となった後の2012年には、『隔週刊 東宝特撮映画DVDコレクション』（デアゴスティーニ・ジャパン）の購読者のみに天神英貴による描き下ろしスリーヴ付きDVDが完全受注生産で販売された。
1990年代にアメリカでもVHSが発売されたが、アメリカ人のテイストに合わないと大幅に再編集されている。これに憤慨した原田は、監督のクレジットから自分の名前を除去し、DGA（全米監督協会）が定める偽名「アラン・スミシー」に変更している。2004年にはADVフィルムからアメリカ版DVDが発売されたが、その本編はタイトル・スタッフクレジットの違いと日本語字幕が無いこと以外は日本版と同一である。
BDは2022年6月15日に東宝より発売された。品番はTBR-31316D。本編（100分）を2層に収録した本編ディスクと地上波放送版などの特典ディスクが付いた全2枚組。本編ディスクは音声がDolby TrueHD、字幕がバリアフリー日本語、特報や劇場予告編も特典映像として収録されている。特典ディスクは地上波放送版（92分・テレビ用吹替音声に合わせてHD素材を編集）のほか、『Making of GUNHEAD』やモニター内映像素材、スチールギャラリー、コトブキヤ製プラモデル（#その他を参照）のプロモーション映像『ガンヘッド2025』も収録されている。

## オリジナルサウンドトラック
1989年7月22日に『ガンヘッド Soundtrack』のタイトルで発売され その後廃盤となり、2007年2月23日に東宝より発売された映像DVD『ガンヘッド』に完全復刻盤として同梱されている。
| 全作曲: 本多俊之（後述する「TIME」を除き全編曲・全演奏も担当）。 |                                                                        |      |                                                         |      |
| #                                                                | タイトル                                                               | 作詞 | 作曲・編曲                                              | 時間 |
| 1.                                                               | 「TIME」(歌：永井真理子、作詞：亜伊林、作曲：馬場孝幸、編曲：根岸貴幸) |      | 本多俊之 （後述する「TIME」を除き全編曲・全演奏も担当） | 3:42 |
| 2.                                                               | 「ISLAND 8JO」                                                         |      | 本多俊之 （後述する「TIME」を除き全編曲・全演奏も担当） | 1:22 |
| 3.                                                               | 「GUNHED #1」                                                          |      | 本多俊之 （後述する「TIME」を除き全編曲・全演奏も担当） | 4:37 |
| 4.                                                               | 「INSIDE OF THE DOME #1」                                              |      | 本多俊之 （後述する「TIME」を除き全編曲・全演奏も担当） | 1:50 |
| 5.                                                               | 「HAVE A PARTY GUNHED」                                                |      | 本多俊之 （後述する「TIME」を除き全編曲・全演奏も担当） | 3:42 |
| 6.                                                               | 「DON'T GO AWAY」                                                      |      | 本多俊之 （後述する「TIME」を除き全編曲・全演奏も担当） | 4:15 |
| 7.                                                               | 「CHARGE」                                                             |      | 本多俊之 （後述する「TIME」を除き全編曲・全演奏も担当） | 3:18 |
| 8.                                                               | 「THE PARTY IS OVER」                                                  |      | 本多俊之 （後述する「TIME」を除き全編曲・全演奏も担当） | 3:16 |
| 9.                                                               | 「GUNHED #2」                                                          |      | 本多俊之 （後述する「TIME」を除き全編曲・全演奏も担当） | 3:19 |
| 10.                                                              | 「INSIDE OF THE DOME #2」                                              |      | 本多俊之 （後述する「TIME」を除き全編曲・全演奏も担当） | 1:50 |
| 11.                                                              | 「AFTER THE WAR」                                                      |      | 本多俊之 （後述する「TIME」を除き全編曲・全演奏も担当） | 3:08 |
| 12.                                                              | 「SOMEWHERE BEFORE」                                                   |      | 本多俊之 （後述する「TIME」を除き全編曲・全演奏も担当） | 1:56 |
| 13.                                                              | 「PRE PRODUCTION」                                                     |      | 本多俊之 （後述する「TIME」を除き全編曲・全演奏も担当） | 2:36 |
| 14.                                                              | 「あなたを見てると」(歌：永井真理子、作詞：亜伊林)                     |      | 本多俊之 （後述する「TIME」を除き全編曲・全演奏も担当） | 5:32 |

## メディアミックス

### ゲームソフト
ガンヘッド 新たなる戦い
ファミリーコンピュータ用、制作・発売：バリエ、発売日：1990年4月13日
映画版を経て活動を停止したはずのカイロン5が復活した2040年の8JOを舞台に、映画版に登場した507号機と同型のガンヘッドのほか、河森正治によって新たに設定された偵察型のサーチヘッド、火力支援型のコマンドヘッド、量産型のアサルトヘッドといったガンヘッドシリーズを駆使してカイロン5の撃破およびテキスメキシウムの奪取を目指す、戦術シミュレーションゲーム。ボスキャラクターとして登場するエアロボットとの戦闘パートは、シューティングゲームとなる。
ゲームとしては癖が強く、評価はあまり高くない。
GUNHED
PCエンジン用、制作：コンパイル、発売：ハドソン、発売日：1989年7月7日
映画版より未来の世界の物語で、自機ガンヘッドは宇宙用に改造された機体と設定されているが、実際には映画版とのつながりはなく、海外で発売された際には『Blazing Lazers』と改題されている。ゲームシステムは、コンパイル製作の高速縦スクロールシューティングゲーム『ZANAC』や『アレスタ』の流れを汲んでいる。
スーパーロボット大戦X-Ω
iOS/Android用、開発：セガゲームス、配信：バンダイナムコエンターテインメント
2020年4月16日から同年4月23日まで開催されたコラボイベントにて、本作品のブルックリンとガンヘッド507号機が期間限定でゲーム内に登場した。グラフィックはアニメ調に描かれており、ブルックリンの音声は映画版の担当俳優である髙嶋政宏による新規収録となっている。

### 漫画
麻宮騎亜『GUNHED』
角川書店『月刊ニュータイプ』連載、ニュータイプ100%コミックス ISBN 4-04-852223-X
キャラクターデザインやメカニックデザインは菊池通隆（麻宮騎亜の本名）。ブルックリンの年齢が17歳くらい、ニムの年齢が20代前半にそれぞれ引き下げられているほか、ブルックリンのコックピット恐怖症が父の死に起因するものとなっており、物語も若干変更されている。
登場人物の容姿については、#登場人物で述べたように映画版を踏襲していない箇所が存在する。メカニックについては、映画版で未使用となったデザインや没となったデザインをいくつか採用している。ガンヘッド507号機の主力兵装も、20mmチェーンガンが電磁レールガンに換装されている、背部や脚部にスラスター（背部のものは加速用や接近戦用、脚部のものは跳躍補助用）が増設されているなど、映画版から変更されている。
『月刊ニュータイプ』では漫画版の連載のほか、麻宮（菊池名義含む）の描き下ろしセルイラストや映画本編のスチルなどを交えた関連記事を展開した。イラストについては、後述のムックにも掲載されている。
麻宮によれば、映画の初コミカライズにしてエンドテロップに名前が出た初作品である。麻宮は当時『サイレントメビウス』の連載を始めたばかりであったが、当時角川書店専務であった角川歴彦から直接依頼を受け、断る選択肢はなかったと述べている。執筆当時は脚本の決定稿が挙がっておらず、準備稿とメカの設定を見ながら描いていたという。衣裳の資料やスチールはなかったため、映画版とは全く異なるデザインになった。主演が髙嶋であることは伝え聞いていたが、麻宮は脚本からブルックリンの成長ドラマだと感じ年齢設定を引き下げた。コックピット恐怖症の原因は準備稿に記されていたものである。
2024年3月29日には、『GUNHED リニューアル版』のタイトルで増補改訂版がホビージャパンから電子書籍として復刻された。アナログカラー原稿からの高精細デジタルスキャンによる本編やギャラリーページ（モノクロは一部カラーに置き換え）のほか、新規描き下ろしのカバーページやエピローグ「終光の記憶」が収録されている。
英語版は、VIZ COMICSから全3巻で発売された。

居村真二『巨大ロボット英雄伝説ガンヘッド』
小学館『別冊コロコロコミックSPECIAL』第29号に掲載。38ページ。
Bバンガーの出番は少なく、ブルックリンは少年漫画風の熱血主人公となっている。

近藤和久『LEGEND of GUNHED ガンヘッド外伝』
バンダイ『B-CLUB』第44号に掲載。14ページ。設定は泉博道が手掛けた。
映画版の登場人物は登場せず、欧州戦線でのガンヘッド部隊の戦闘を描く。
近藤は、公開当時に本作品のほか雑誌や関連書籍に描き下ろしイラストを掲載している。
2024年、書籍『ガンヘッドコンプリーション』に再録された。

### 小説
- 会川昇『ガンヘッド1 銀光の狂獣』（角川スニーカー文庫、1989年2月発売、ISBN 978-4-04-470203-8）
- 会川昇『ガンヘッド2 朱き荒野の狩人』（角川スニーカー文庫、1989年5月発売、ISBN 978-4-04-470204-5）
- 会川昇『ガンヘッド正伝 蘇る機神』（角川スニーカー文庫、1989年6月発売、ISBN 978-4-04-470205-2）
- 會川昇『【合本版】ガンヘッド 全3巻』（角川スニーカー文庫、2016年9月発売、電子書籍版のみ）

世界設定や時代設定は後述のように、映画版とは大きく異なる。『正伝』が映画版のノベライズに相当し、『1』と『2』はその前史に相当するため、主人公も映画版とは異なる。また、エログロ描写も盛り込まれている。
著者の會川（会川）は、本作品の企画初期に参加していたが監督が長谷川和彦から原田眞人へ交代した際に降板し、原田の企画を基にしたノベライズを手掛けることとなった。原田の時代設定では近未来すぎるとの判断から、舞台を数百年後としている。會川は、当時の角川スニーカー文庫はアニメに寄りすぎていたため大人も読めるものとすることを意識したが、主人公像は子供っぽくなってしまい当時の自身が考える青年像の限界であったと述懐している。
挿絵・キャラクターデザインは、漫画版を手掛けた麻宮騎亜が担当した。当時の會川の妻が麻宮の担当編集であった縁で起用された。
『正伝』の後には『完結編』が発売される予定だったが、映画版の興行成績の不振を受けて見送られた。『正伝』の會川の弁によると、『完結編』は『2』と『正伝』の間に位置するエピソードで、ガンヘッド大隊がカイロン5と戦うという、映画版における「ロボット戦争」に相当する物語だったそうである。小説の売上自体は好調で3冊で50万部を超えており、會川はマンションの頭金を得られたと述べている。
発売から27年後の2016年9月16日にはKADOKAWAから電子書籍化され、BOOK☆WALKERをはじめとする各所での配信が開始された。合本版には、特典として「會川昇による長いあとがき」と「山田哲久・會川昇による初めての対談」が書き下ろされている。

#### 『ガンヘッド1 銀光の狂獣』/『ガンヘッド2 朱き荒野の狩人』
『1』『2』はそれぞれ前編・後編の続きもの。ガンヘッドは活躍シーンが少なく、物語のカギの1つでもある「ゼロタイプ」に至っては敵メカとして登場するうえ、それを巡ってアウトローの主人公「ライナー・真島」が立ち回るハードボイルドの物語が描かれる。
舞台は、人類が移住した惑星の1つ「出雲」。この時代、人類はコンピュータネットワーク「ステーション」によって事実上の統治・管理下に置かれている。人種や思想の違いを人類が争いを起こす根源の1つと判断したステーションは人種隔離政策を進めており、「出雲」には日系人が多く住む。
真島は、揉め事などの処理を生業とする私設警察官である。謎の美女「ユウ・砂時」の依頼を受け、出雲正規軍の開発した新兵器「ゼロタイプ」奪取に関わった真島は、出雲を巡る陰謀に巻き込まれていく。
ゼロタイプはガンヘッドのプロトタイプであり、戦闘力に優れるばかりかあらゆる攻撃の威力を軽減する特殊装甲を持つなど、人機を超越した圧倒的な存在として描かれている。また、ステーションに依存しない（映画版でカイロン5にもタイタンにも影響されない意味での）独立戦闘兵器としてのガンヘッドが、独自の側面から描かれている。
本作品のガンヘッドは味方ではなく、一貫して敵側の機体である。武装はレーザーなどを多く搭載する。

#### 『ガンヘッド正伝 蘇る機神』
『正伝』は映画版のノベライズに当たるが、上記の『1』『2』の世界観を継承しているため、背景設定やキャラクター描写が一部異なる。
人類が出雲などの移民惑星へ大挙して移住したことにより、結果的に荒廃した地球が舞台。地球も移民惑星同様ステーションの管理下にあり、カイロン5もステーションを構成するスーパーコンピュータの1つだったという設定である。
ステーションの存在意義は「地球にとってもっとも良い環境保護を実施する」ことであるため、人間は本質的には地球にとって有害性を持つ存在でしかない。ステーションは、人類を「食糧供給から思想統制におよぶ幅広い分野で管理しなければならない種である」との結論に基づき、彼らを抑圧している。また、人類の暴力性を危険視しているが、基本的には「人類の敵」ではなく「地球の味方」である。
人類はステーションの目を逃れて隠れ住みながら、その一部はレンジャーズなどのレジスタンスを組織し、ステーション端末へのゲリラ戦を続けている。基本的にはレンジャーズの人類解放戦は限定的に成功しているが、ステーションからの食糧供給能力なども破壊することで慢性的な食糧不足といった問題も噴出しているため、人類の中でもレンジャーズの活動の功罪については微妙な位置付けとなっている。
小説版の世界ではあらゆるコンピュータがステーションの管理下に置かれているため、人類の使用可能な戦闘兵器は大幅に制限されているが、ガンヘッドシリーズは偶然にもステーションの管理から外れる存在として製造されたため、反ステーション組織レンジャーズたちは抗戦に利用していた。そのような個体が存在する理由は説明されていないが、『2』の終盤でその謎の一部について明かされる描写がある。
レジスタンスの攻撃でいくつものエネルギー源を失い、カイロン島（映画版や漫画版でのアイランド8JOに相当）にてスタンバイ状態で眠っていたカイロン5は、Bバンガーがテキスメキシウムを奪取したため、異常を察知して目覚める。エネルギーの低下によって他ステーション端末との通信が失われた結果、人類による他ステーション端末の破壊活動で残ったのは自分だけであると誤認したカイロン5は、人類を管理不可能な存在であると判断して人類壊滅（地球爆破）プログラムの起動を決定する。ブルックリンたちは生き残るため、ガンヘッドと共にカイロン5と戦いを繰り広げる。
ブルックリンは幼少時に遭遇したある出来事による銃器恐怖症というトラウマを抱えているうえ、カイロン5やカイロン島とは非常に強い関わりを持っている。ニムはレンジャーズに所属して映画版同様の戦闘能力を持つ一方、「サイバネティック・チャイルド」と呼称される特殊能力者でもあり、「ニム・アリエラ」というフルネームを持つ設定になっている。
ブルックリンやニムは映画版よりも若いが漫画版よりは大人びた外見で、Bバンガーの面々は映画版の俳優陣に準じた外見で、それぞれ挿絵に描かれている。ただし、ベベの外見はやや漫画版寄り、ブーメランの外見は映画版と漫画版の折衷となっているほか、ボクサーが映画版や漫画版よりも臆病な面を覗かせる、ボンベイが非常に凶暴な性格で描かれるなど、作中ではその役割や性格描写に若干の差異がある。
セヴンとイレヴンは登場せず、代わりに2人の特徴を併せ持った「キーワード」と呼ばれる少女が登場するが、彼女にはブルックリンの妹であることがうかがえる描写や、カイロンタワーのメンテナンス技術者の娘であることがうかがえる描写が盛り込まれている。「キーワード」の名は作中で重要な意味を持っているが、カイロン5から基本的に手厚く保護養育されていることとも関係がある。
エアロボットは映画版や漫画版での機体に相当する1号機（エアロボット1）だけでなく、さらに凶悪な外見と機能に加えてスタンディングモードへの変形機構すら備えた2号機（エアロボット2）も登場する。

### カセット文庫
『ガンヘッド Part1』 (ISBN 4-04-905030-7) と『ガンヘッド Part2』 (ISBN 4-04-905031-5) の全2巻構成で、1989年に角川書店より発売された。キャストは劇場版と違って声優たちで占められているが、音楽は劇場版のサウンドトラックがそのまま使用されている。ストーリーは概ね映画版に準じているが、バンチョーが中盤まで生存しているほか、細かなエピソードが追加されている。
キャスト
- ブルックリン - 堀秀行
- ベベ - 小山茉美
- バンチョー - 永井一郎
- ボンベイ - 塩屋浩三
- ボクサー - 広中雅志
- バラバ - 佐藤正治
- ブーメラン - 富沢美智恵
- ニム - 鈴木富子
- セヴン - 鈴木みえ
- イレヴン - 金丸日向子
- ガンヘッド - 戸谷公次
- カイロン5 - 山口奈々
- ナレーター - 石原良

スタッフ
- 脚色 - 遠藤明範
- 演出 - 鈴木久尋
- 音楽 - 本多俊之
- 音響制作 - 青二企画

### ゲームブック
ガンヘッド コンピュータ・クライシス
バンダイ文庫のゲームブックシリーズ第7弾。制作はスタジオ・ハード、挿絵は加藤礼次朗が担当。1989年7月発売。ISBN 4-89-189029-0
物語については、大筋は映画版に準じているものの終盤に差しかかるにつれて異なり、最後はゲームブック独自のエピローグで締めくくられている。キャラクターについては、ボクサーがブルックリンの良き兄貴分風に描かれている、ボンベイが博識なインテリ風に描かれている、ブルックリンに突っかかる役回りがバラバとなっている、ロボット墓場では装備・装甲・状態の異なるガンヘッド3機から1機を選ばなくてはならない、それゆえに映画版・漫画版・小説版でのようなブルックリンとガンヘッドのやり取りは見られないなど、細部における違いが非常に多い。一方、ニムのフルネームがブレンダ・ニムとなっているなど、映画版のキャスティングをもじった設定が見られる。

### その他
書籍
劇場公開に合わせ、角川書店からは映画版を中心に小説版や漫画版の紹介も含めたムック『ガンヘッド』（ニュータイプ100%コレクション、ISBN 4-04-705116-0）、ホビージャパンからは映画版の紹介に加えて独自のメカニック解析・解説を主体としたムック『ガンヘッド・メカニクス』（ホビージャパン・スーパーメカニズム・シリーズ、ISBN 4-93-846149-8）、勁文社からはガンヘッド・バリエーションの解説などの記事も多数掲載した子供向け書籍『ガンヘッド大百科』（ケイブンシャの大百科）、バンダイからは映画版のストーリーや各種設定などの紹介書籍と特撮に関して解説したムック『ガンヘッド カタログ』（B‐CLUB VISUAL BOOK、ISBN 4-89-189027-4）が、それぞれ1989年に発売された。
その後、2013年1月にはアスキー・メディアワークスから後述のプラモデルとも関連するムック『ガンヘッド パーフェクション』（DENGEKI HOBBY BOOKS、ISBN 4-04-891312-3）が発売された。
2024年3月29日には、『ガンヘッド・メカニクス』が『ガンヘッド・メカニクス[復刻版]』（復刻版、ISBN 978-4-7986-3484-5）、『ガンヘッド パーフェクション』が『ガンヘッド コンプリーション』（増補改訂版、ISBN 978-4-7986-3483-8）のタイトルでホビージャパンからそれぞれ復刻されている。

プラモデル
劇場公開当時にバンダイからガンヘッドのプラモデルの発売が告知されていたが実現しなかった。
2013年10月にコトブキヤから1/35スケールのプラモデルが発売され、同年11月には川北紘一によるPV『ガンヘッド2025』と小冊子が付属した『ガンヘッド2025 SPECIAL EDITION』が発売された。制作にあたっては、ドリーム・プラネット・ジャパンで保管されていた撮影用プロップを参考にし、CADを用いて設計を行っている。その後、2019年2月には改修版が発売された。2023年にも再販。
『ガンヘッド2025』
コトブキヤのプラモデルを用いたプロモーションビデオ。監督は川北紘一。ナレーションは白石稔。
プラモデル「SPECIAL EDITION」にDVDが付属したほか、イベントでも上映され、2013年9月には日本映画専門チャンネルでテレビ放映された。
プラモデル再販時には、短編作品として再構成された「特別版」が特典として付属した。
アクリルキーホルダー
2023年2月に、横井孝二による完全監修のもと、「東宝怪獣倶楽部アクリルキーホルダー」の第2弾としてガンヘッドも発売された。

## イベント
「川北紘一の、ガンヘッドの秘密全部魅せます！」（2007年2月23日）
DVDの発売を記念し、発売当日に新宿ロフトプラスワンにて川北らの登壇イベントが開催された。

「『ガンヘッド』再起動上映会 in 銀座シネパトス」（2012年11月3日）
プラモデルおよびデアゴスティーニ版DVDなどの関連グッズの発売に合わせ、銀座シネパトスにて上映会および川北紘一と本多俊之によるトークショーが開催された。サプライズゲストとして神谷誠も登壇した。
『ガンヘッド2025』は本イベントで初公開された。

「GOTTA HAVE A PARTY,GUNHED」（2013年2月1日 - 3日）
書籍「ガンヘッドパーフェクション」の発売を記念してコトブキヤ秋葉原館5階で開催された。
撮影で使用されたミニチュアやデザイン画、イメージボードなどが展示されたほか、プラモデルを使用したジオラマが制作された。
2月2日には川北紘一のサイン会および川北と撮影助手の大川藤雄、PVを制作した木所寛によるトークショーが催された。

「銀幕に蘇れ！『ガンヘッド』35mm特別上映」（2022年7月8日）
ブルーレイディスクの発売を記念して新文芸坐にて開催された。
本編のほか『ガンヘッド2025』と髙嶋政宏のコメント映像も上映された。上映後にはイレヴン役の水島かおりが登壇した。

## 備考
本作品と同時期に公開されたアニメ映画『機動警察パトレイバー the Movie』の劇中にて描かれる方舟のシーンが本作品の「閉鎖空間からの敵中突破」という状況に類似していることを、『パトレイバー』側のスタッフの出渕裕は心配したが、映画館で本作品を鑑賞した結果、その出来に「これなら大丈夫」と安堵したという逸話がある。
石黒正数の漫画『それでも町は廻っている』では、主人公の嵐山歩鳥が新作映画『ガンヘッドVS地獄極楽丸』を見たがるシーンが存在する。

## 関連作品
- アーマード・コアシリーズ - ロボット3Dアクションゲームのシリーズ。河森正治がメインデザイナーとして参加しており、同シリーズに登場するアーマード・コアのデザインはガンヘッドのコンセプトを引き継いでいる[89]。河森は、他のヒーロー型ロボットとの差別化として機能的なデザインを重視した結果必然的にガンヘッドに似ていき、ストレートに遺伝子を受け継いだ作品になったと述べている[90]。
- 交響詩篇エウレカセブン - 2005年のロボットアニメ[90]。河森がメインメカニックデザインを担当しており、主役メカのニルヴァーシュtypeZEROはガンヘッドの変形パターンを踏襲している[90]。
- ランナバウト2 - PlayStation用ドライブアクションゲーム。隠し車種として「G・TANK」の名でガンヘッドが登場する。変形や攻撃も可能。
- ゴジラvsメカゴジラ - 特報に本作品の映像を使ったものがある[111]。主演を高嶋政宏が務めており、役柄も本作品のブルックリンに似ているとしている[111]。
- GODZILLA (アニメ映画) - 前日譚を描く小説版『GODZILLA 怪獣黙示録』に、「G-HED」の名でガンヘッドが登場する。分類上は「電磁砲塔式多脚戦車」と設定されている。